# Augsburger Stadtbefestigung

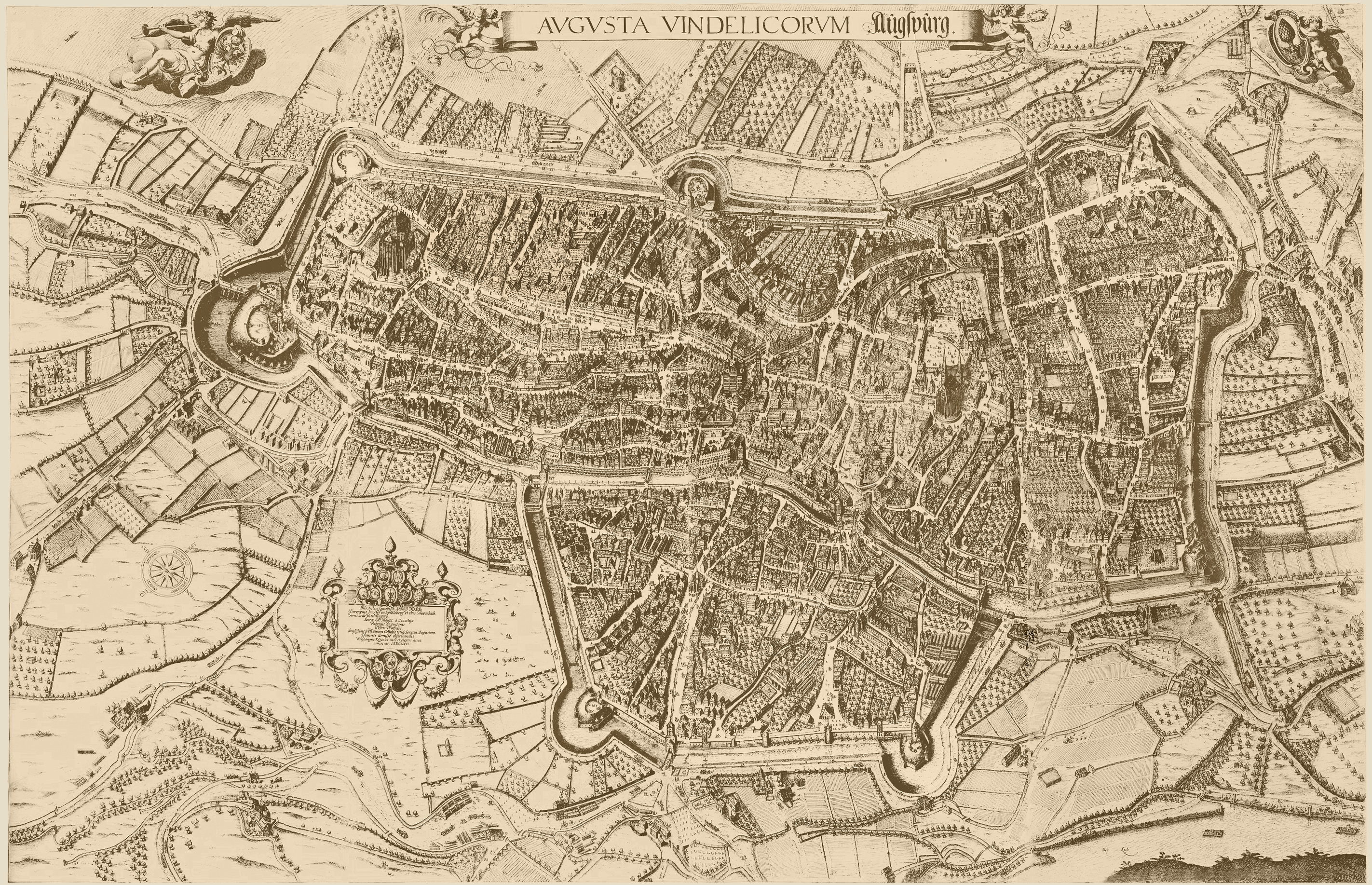
Im Vogelschauplan von Wolfgang Kilian aus dem Jahre 1626 kann die Befestigung Augsburgs gut nachvollzogen werden.

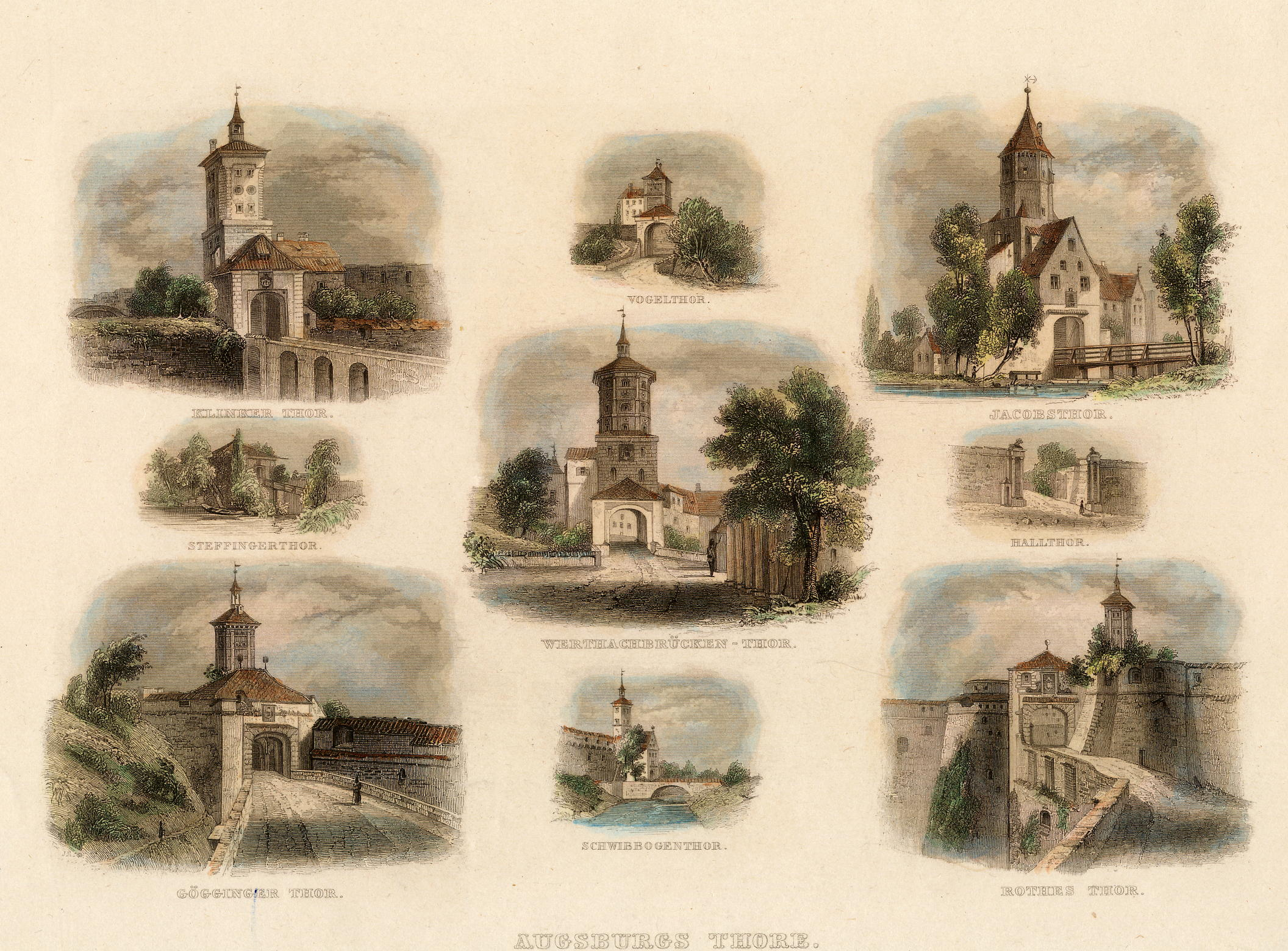
Augsburgs Tore

Die Augsburger Stadtbefestigung entstand in der Römerzeit und sie wurde im Mittelalter um weitere Mauern mit Türmen und Gräben ergänzt. Mitte des 19. Jahrhunderts begann die Entfestung von Augsburg und damit der Abbruch vieler Bauwerke der Befestigung. Bis in die Gegenwart hinein sind fünf Stadttore, vier Bastionen und lange Abschnitte der Stadtmauer erhalten geblieben.

## Übersicht
Die Stadtbefestigung der Römerstadt Augusta Vindelicum bestand wohl größtenteils aus Palisaden. Im 8. Jahrhundert ist Augsburg seit 738 als Bischofssitz nachweisbar und wurde ein zentraler Ort fränkisch-karolingischer Königsherrschaft. Als solcher brauchte es ausreichende Verteidigungsanlagen.

### Bischofsstadt

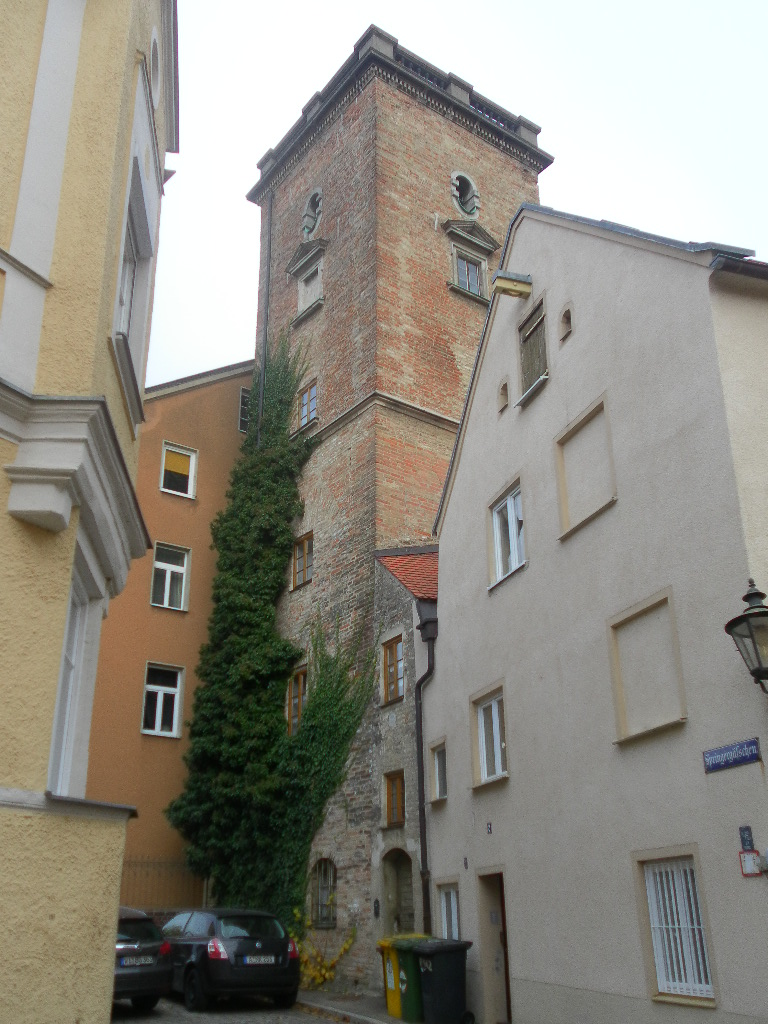
Springergässchen: Turm am Anschluss der Mauer der Oberen Stadt an die der Bischofsstadt, heute Wohnhaus

Die erste mittelalterliche Umwallung war ein mandelförmiger Palisadenring um den Dom. Die so geschützte Bischofsstadt lag etwa zwischen den heutigen Straßen Hafnerberg und Mauerberg im Süden sowie Jesuitengasse und Äußeres Pfaffengässchen im Norden. Bischof Ulrich von Augsburg ließ die Palisaden dieser Domburg durch eine noch nicht sehr hohe Steinmauer ersetzen. Die Mauer hatte drei Tore, von denen zwei im Verlauf der Via Claudia Augusta lagen: Das Südtor stand am „Schwalbeneck“ in der Nähe des späteren Obstmarktes an der Stelle des einstigen römischen Südtores. Im Norden stand der Vorläufer des Frauentors. Ein drittes Tor befand sich an der Westspitze der Bischofsstadt nahe dem späteren fürstbischöflichen Kastenamt (heute Nebengebäude des Finanzamtes). In einer Chronik wird zwar ein „Tor zu den Lechen“ erwähnt, aber archäologisch wurde an der Ostseite der Bischofsstadt kein Tor nachgewiesen, und der alte Weg vom Südtor zu den Lecharmen hat sich bis heute in der Straße Schmiedberg erhalten, die das sanfte Gefälle eines Seitentals nutzt. Von diesem ersten mittelalterlichen Mauerring ist heute nichts mehr äußerlich erkennbar.

### Obere Stadt

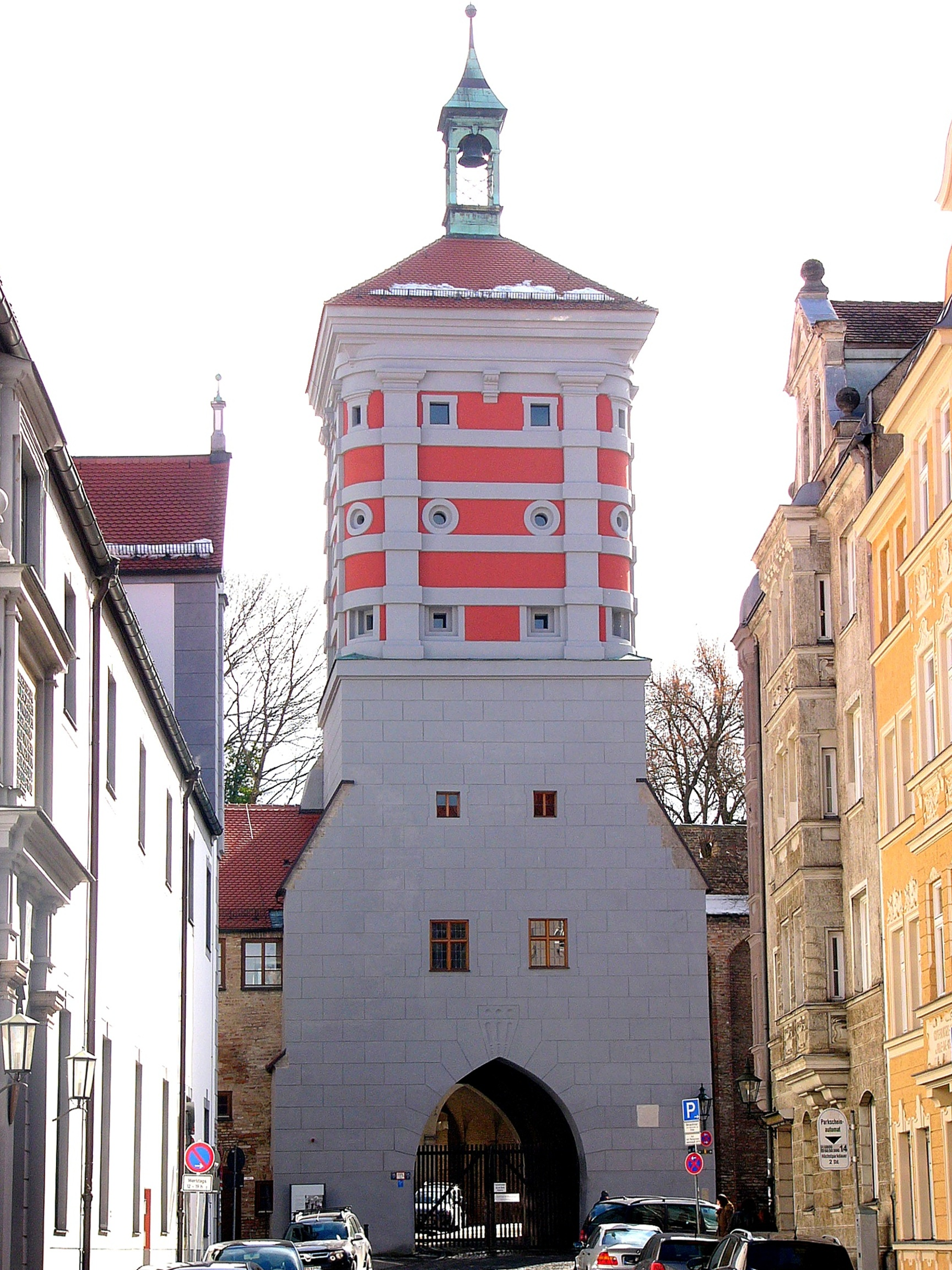
Rotes Tor im Süden der Oberen Stadt, Augsburgs buntestes Stadttor

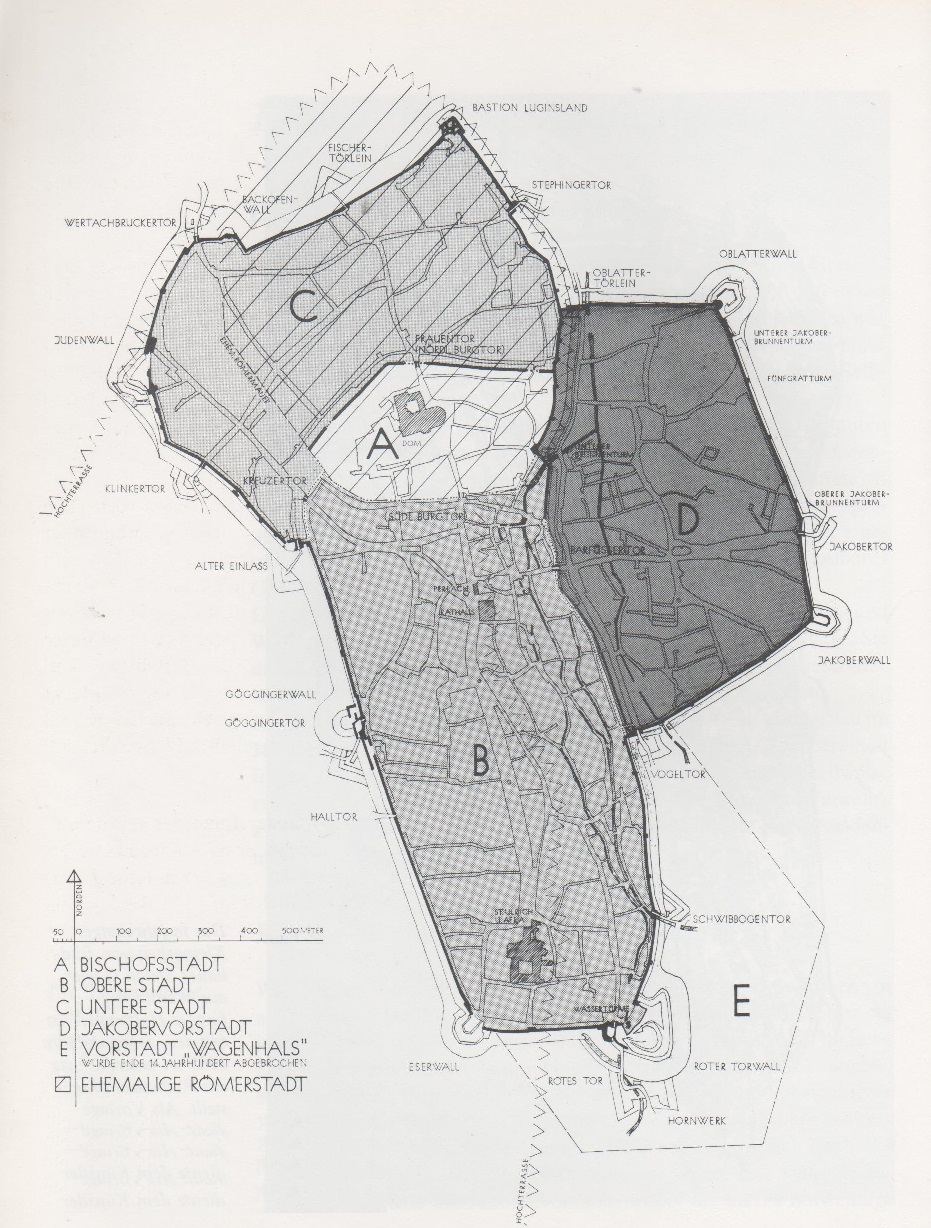
Entwicklungsphasen der Augsburger Altstadt

Südlich der Bischofsburg diente die Via Claudia Augusta auch als Prozessionsweg von der Bischofskirche zum Grab der Heiligen Afra. Entlang dieses Abschnitts der alten Handelsstraße bildete sich eine Marktsiedlung. Im 12. Jahrhundert wurde dieses Gebiet bis kurz hinter der Kirche St. Ulrich und Afra mit einer steinernen Mauer und einen tiefen Graben versehen. Die Bezeichnung „Obere Stadt“ bezieht sich auf die Lage flussaufwärts der Bischofsstadt. Sie steht nämlich nicht nur auf der Hochterrasse, sondern ihr Lechviertel im Osten liegt an deren Fuß und wird von drei kleinen Lechkanälen durchströmt. Die Mauer schloss im Norden an die Domburg mit dem Schwalbentor an und hatte darüber hinaus vier Außentore: Das Haunstetter Tor, an dessen Stelle heute das Rote Tor steht, lag im Verlauf der Via Claudia Augusta. Durch das Barfüßertor (einst Sträfingertor genannt, nach dem Dorf Sträfingen, dem Vorläufer der Jakobervorstadt) im Osten führte die Straße über die Lecharme nach Bayern. Im Westen begann am Göggingertor der Verbindungsweg in das augsburgische Dorf Göggingen, von wo man ins Allgäu gelangte. Das Heilig Kreuzer Tor im Nordwesten führte zu dem zunächst noch außerhalb der Ummauerung gelegenen Kloster Heilig Kreuz und ermöglichte es, an der Bischofsstadt vorbei ins untere Lechtal zu gelangen.
Von den Mauern der Oberen Stadt ist neben dem Roten Tor die vorgelagerte Rotetorbastion erhalten und die nördlich an den Torkomplex anschließende Mauer bis kurz vor der Margaretenstraße überwiegend in angrenzende Gebäude verbaut. Von der Brücke am Schwall bis zum Vogeltor erstreckt sich ein Abschnitt der oberstädtischen Mauer mit Anschluss an das jenseits des (alten) Stadtgrabens stehende Vogeltor. Dort zweigt auch der äußere Stadtgraben vom Stadtgraben ab.

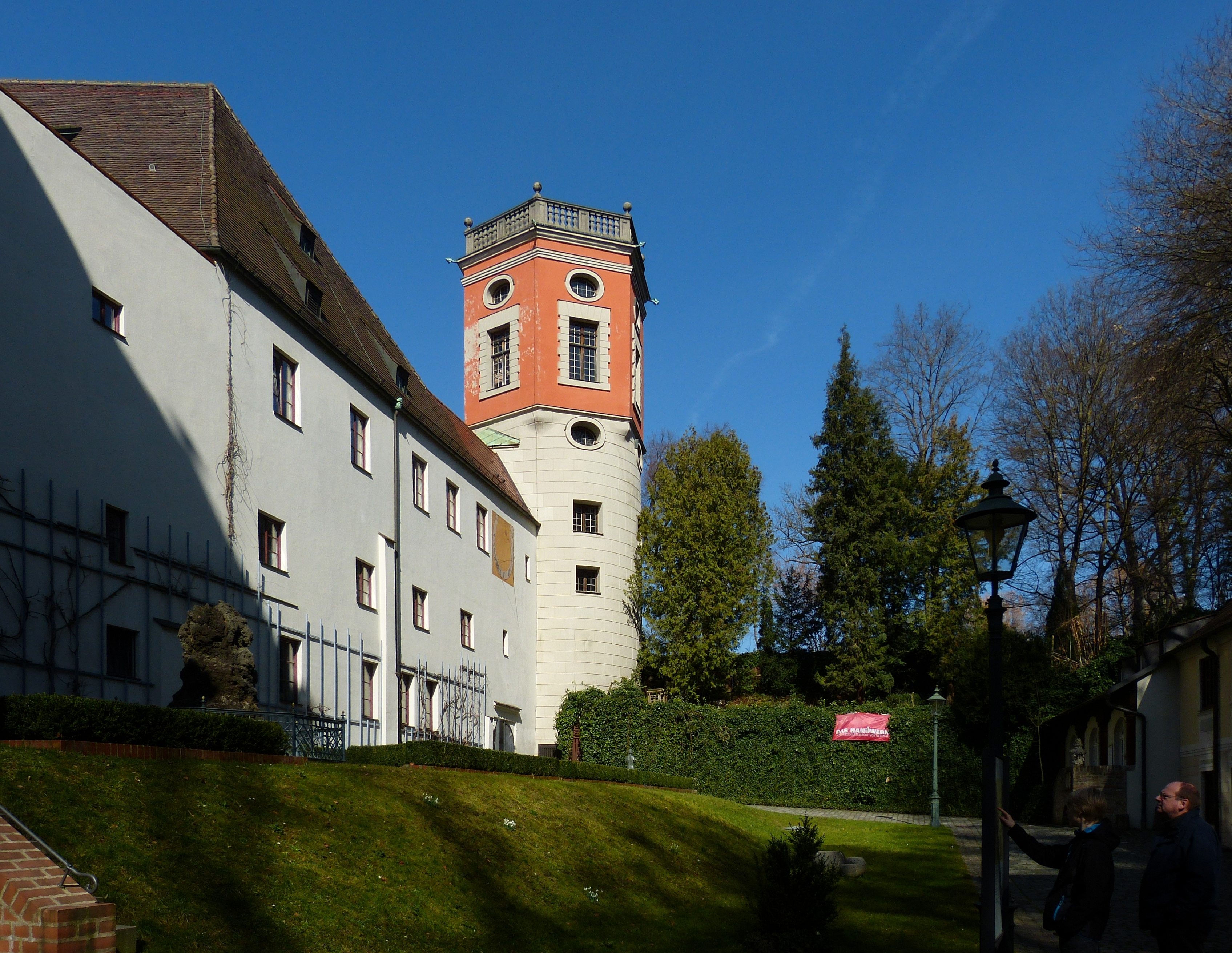
Heilig-Geist-Spital mit Kastenturm, zum Wasserturm umgebauter Wehrturm nordöstlich des Roten Tores
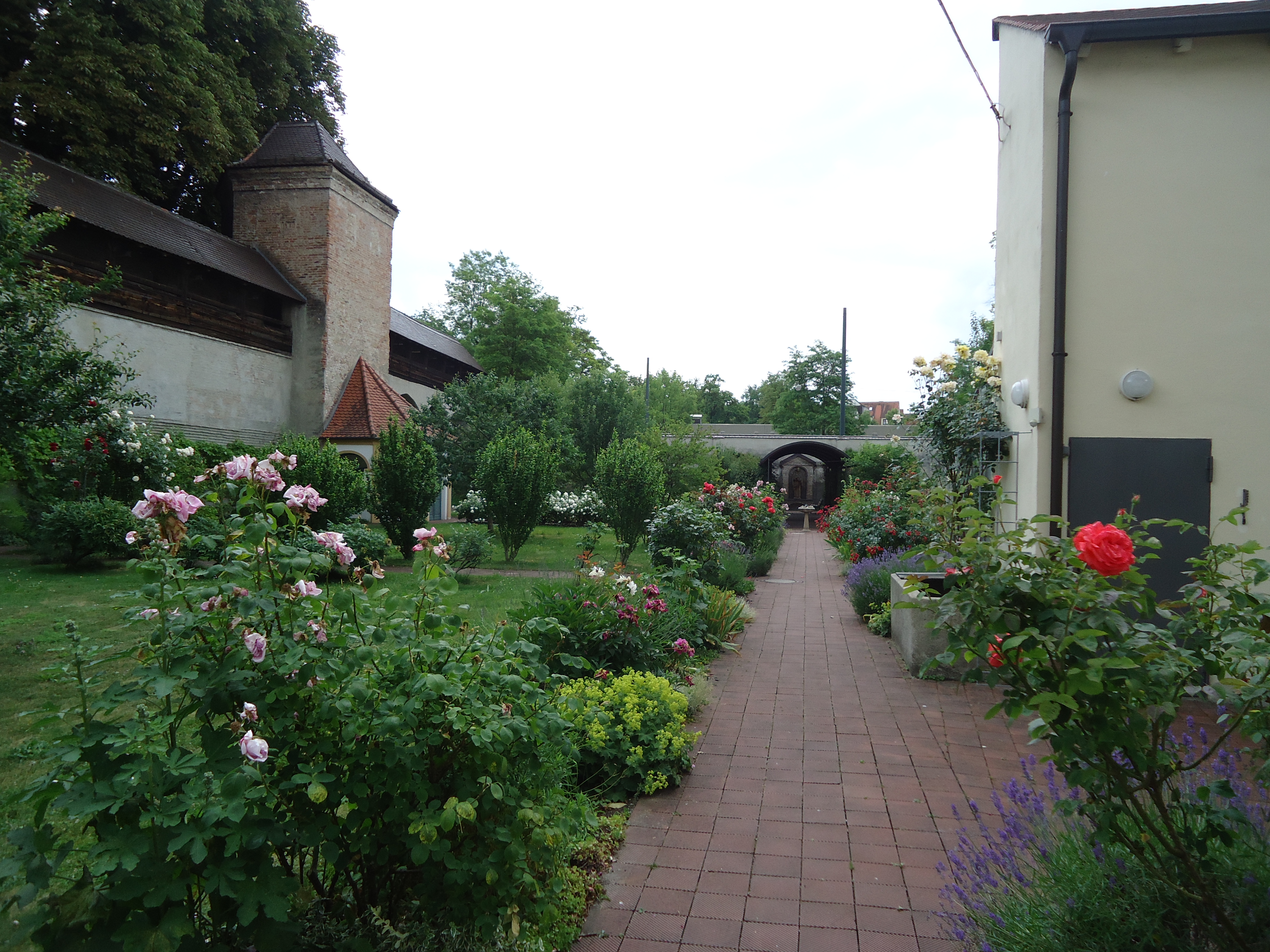
Klostergarten St. Ursula mit Innenseite der östlichen Mauer der Oberen Stadt südlich des Vogeltores der Jakobervorstadt

### Untere Stadt

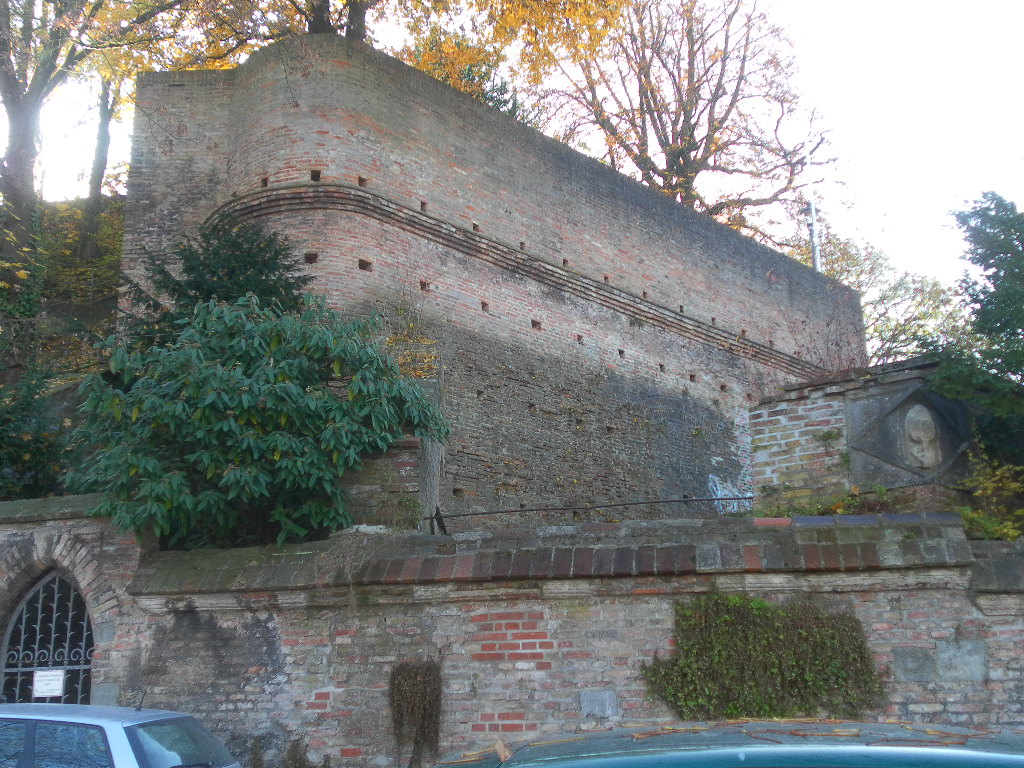
Lueginslandbastion

Von den letzten Jahren des 13. Jahrhunderts bis 1308 wurde ein weiteres Gebiet ummauert. Es liegt im Gegensatz zur Oberen Stadt ganz auf der Hochterrasse. Es schloss nördlich und damit flussabwärts an die Bischofsstadt mit dem Frauentor und ganz im Westen auch an die Obere Stadt mit dem Heilig Kreuzer Tor an und erhielt darum die Bezeichnung Untere Stadt. Die neue Mauer erhielt vier Außentore: Vom Klinkertor führte der Weg über die Wertach hinweg nach Pfersee im Westen. Durch das Wertachbrucker Tor führten die Handelswege nach Ulm und Donauwörth. Durch das Fischertor im Norden gelangte man auf die Landspitze zwischen Wertach und Lech. Das Stephingertor (nach dem benachbarten Stift St. Stephan) im Osten bildete die kürzeste Verbindung zum Lech.
Erhalten sind von dieser Ummauerung die östliche Mauer am Schwedenweg, dem Gallusbergle und der Herwartstraße bis zum Lueginsland, der Turm Lueginsland, die nördliche Mauer von diesem bis zum Fischertor, das Wertachbrucker Tor, die Mauer am Katzenstadel von der Wertachbruckertorstraße nach Süden und die Mauer An der Blauen Kappe vom alten Zeughausgässchen bis zur Klinkertorstraße. Das heutige Fischertor ist ein dem modernen Straßenverkehr angepasster Bau von 1924.

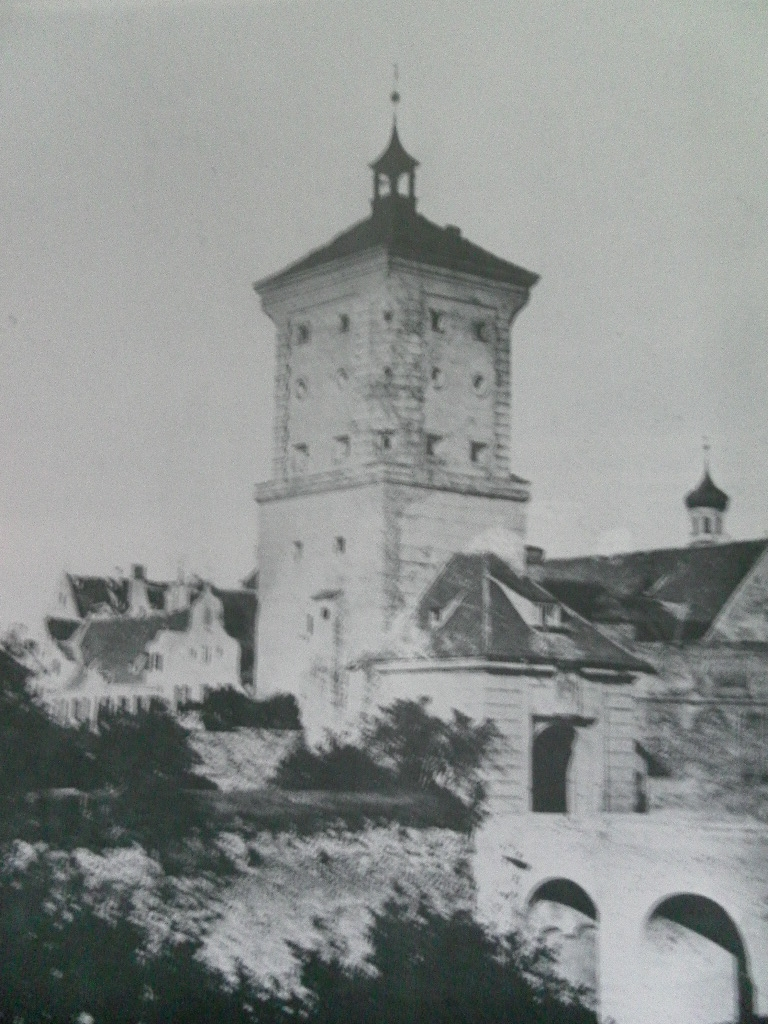
Klinkertor
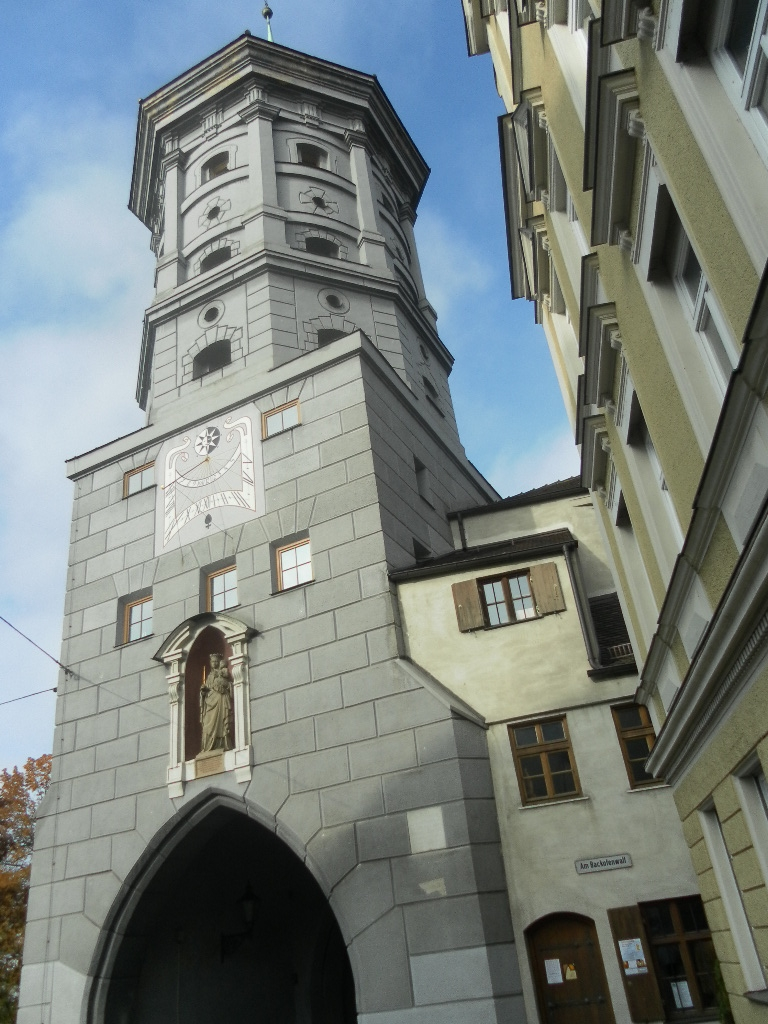
Wertachbrucker Tor
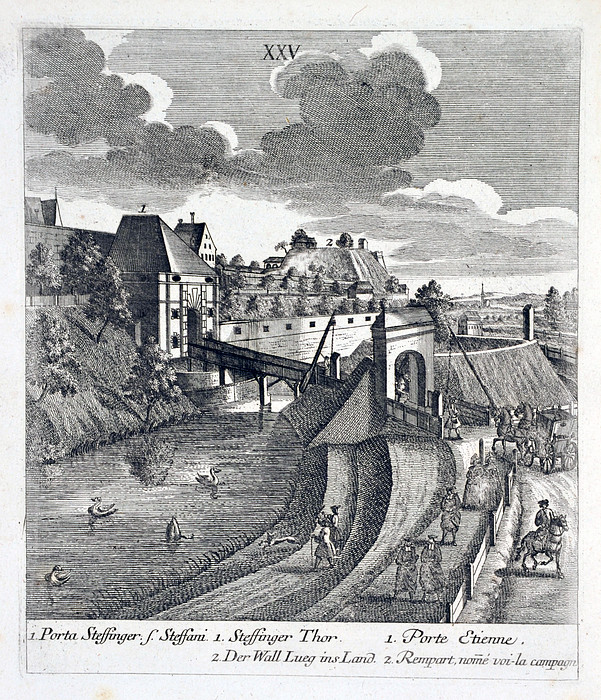
Stephingertor

### Jakobervorstadt

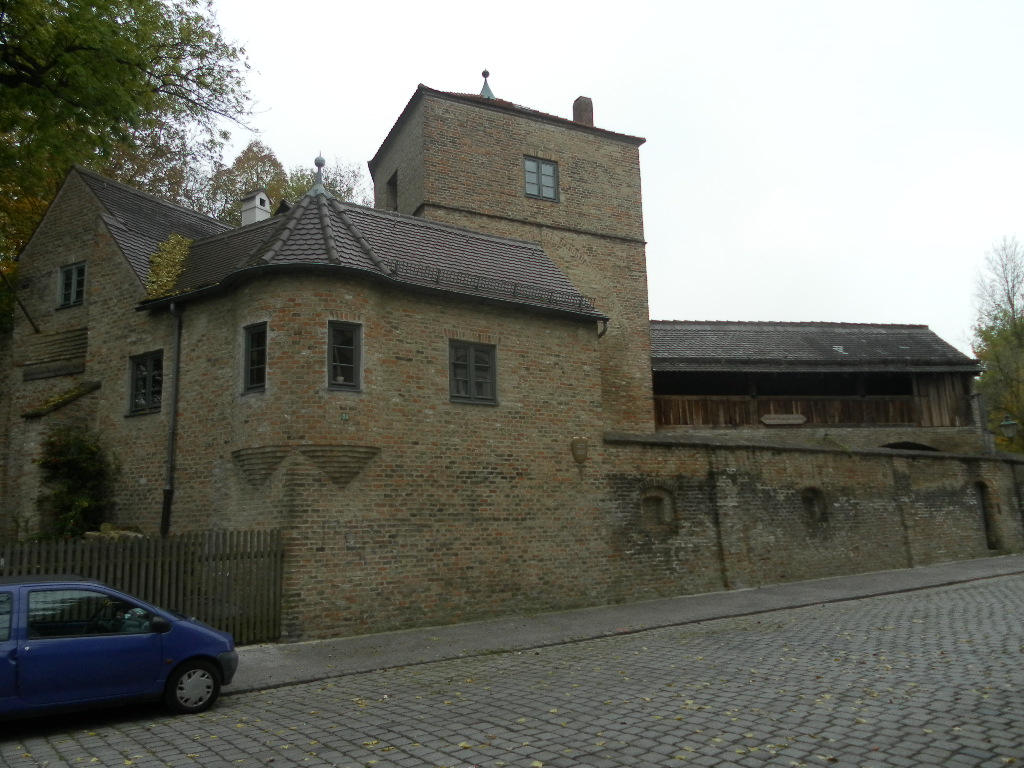
Südöstliche Bastion am Jakoberwall

Im Jahr 1340 wurde das Stadtgebiet nach Osten um die Jakobervorstadt erweitert. Wie das Lechviertel der Oberen Stadt liegt sie auf der Niederterrasse. Parallel zum Inneren Stadtgraben, der sie von den älteren Stadtteilen trennt, wird sie vom Sparrenlech durchflossen. Zunächst erhielt sie nur eine schwache Befestigung aus Palisaden und kleinen Gräben. Erst gut hundert Jahre später, 1450, wurde eine starke Ziegelmauer mit Türmen und Toren errichtet. Davor verläuft der Äußere Stadtgraben. Die Straße nach Bayern passierte die neue Mauer durch das heute noch bestehende Jakobertor. Nahe den Anschlüssen an die alte Stadtmauer entstanden das Oblattertor im Norden und das Vogeltor im Süden. Von den übrigen Türmen dieser Mauer ist der Fünfgratturm erhalten, der wohl letzte verbliebene Turm der Scharwächter, die durch Augsburg patrouillierten, um die Nachtruhe zu gewährleisten.
Außer dem Vogeltor mit einem kurzen Stück der östlich anschließenden Vogelmauer, dem Jakobertor und dem Fünfgratturm ist am äußeren Stadtgraben die Bastion an der Nordostecke erhalten, und die daran anschließende nördliche Mauer ‚Oblatterwall‘ bis zur Franziskanergasse. Nördlich des Jakobertors ist ein Stück Stadtmauer in auf der Außenseite angebauten Häusern verbaut. Von der Bastion an der Südostecke stehen noch Wachgebäude.

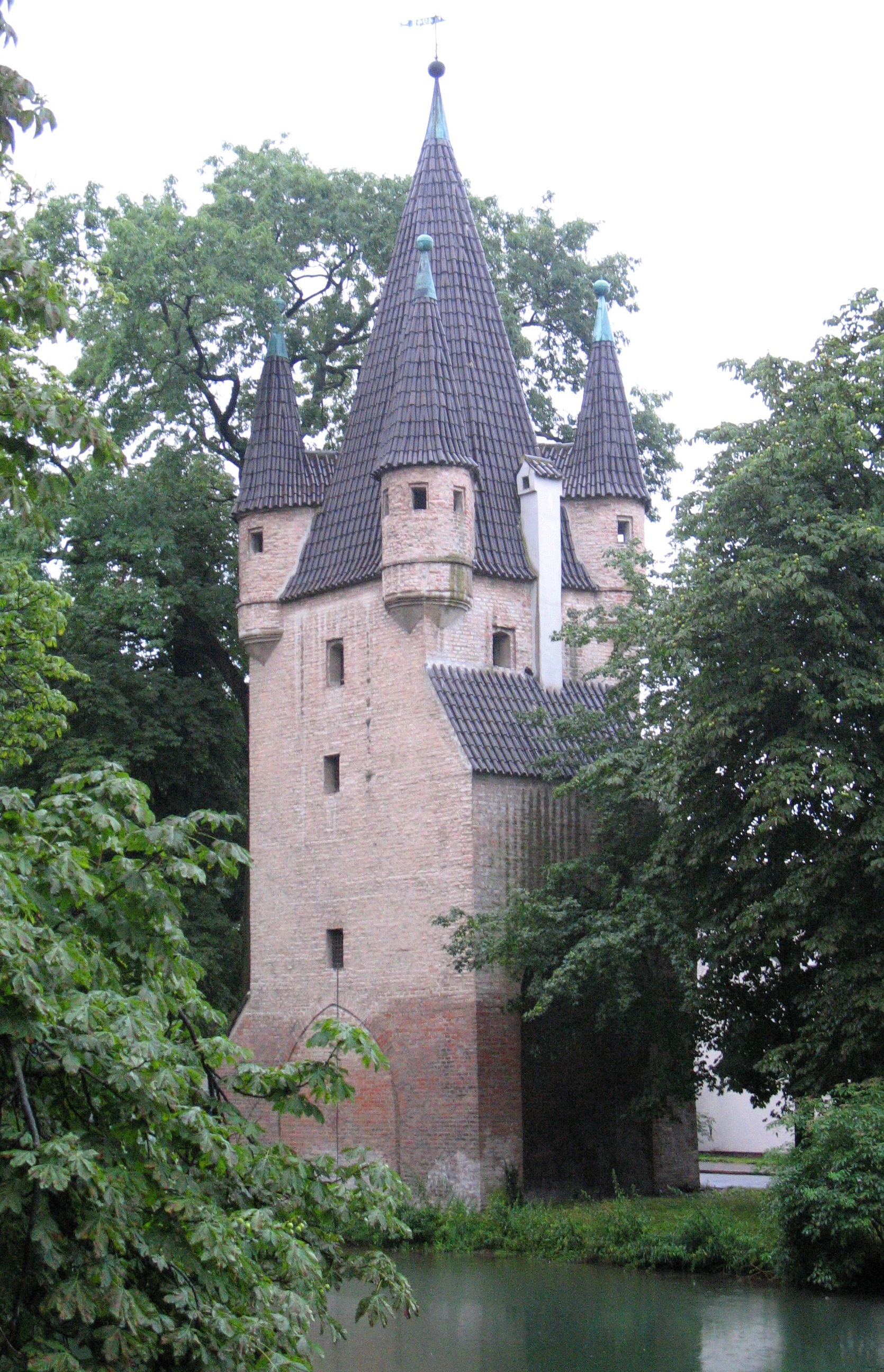
Fünfgratturm
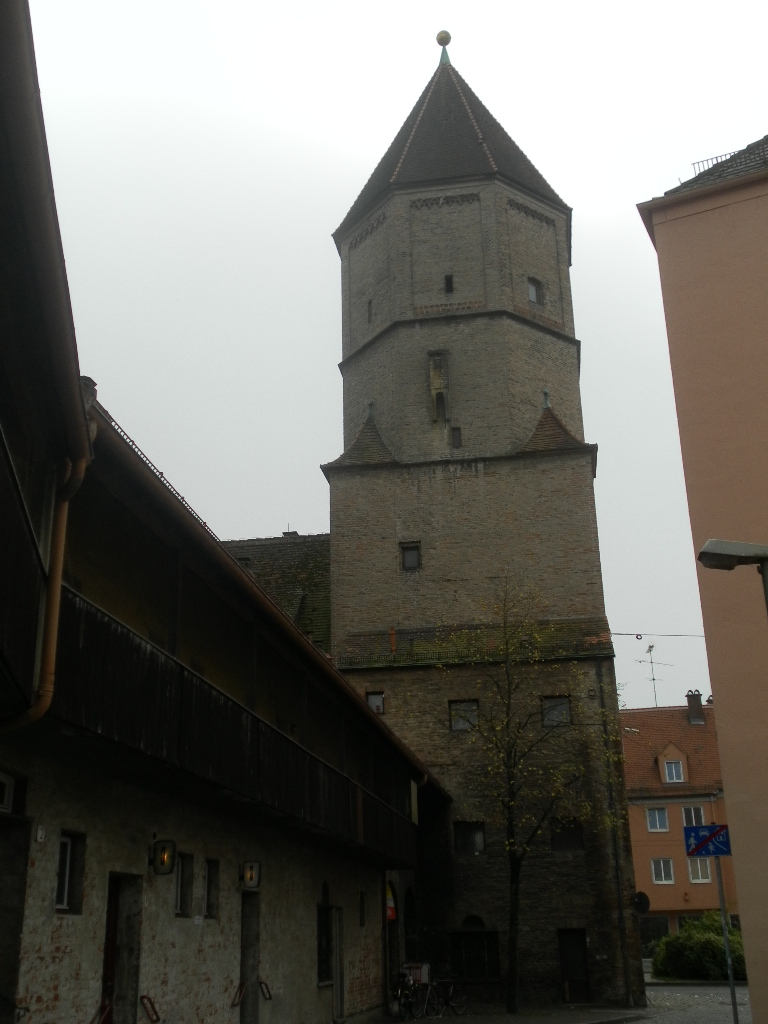
Innenseite der Jakobermauer und Jakobertor von Norden
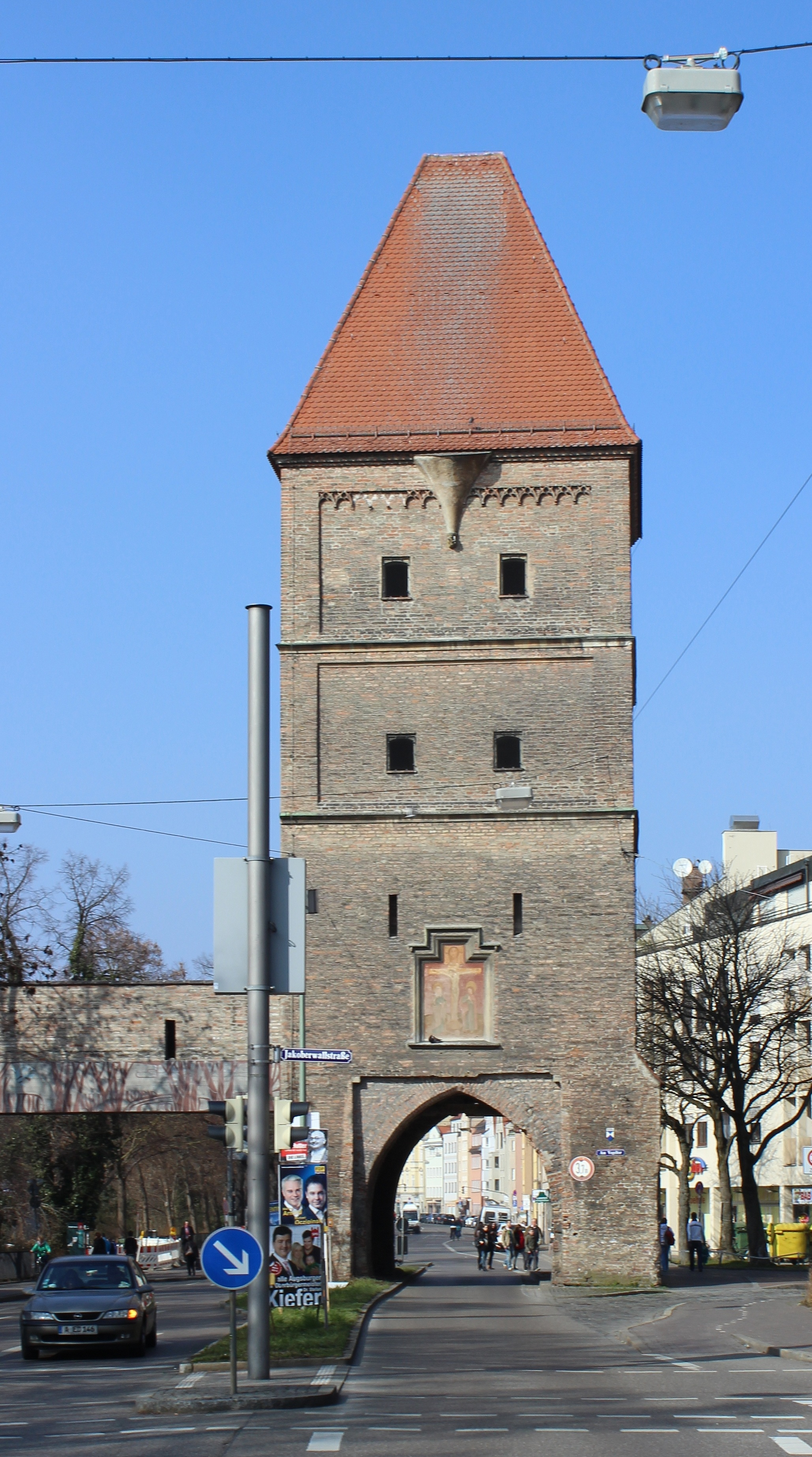
Vogeltor, Außenseite von Süden

## Geschichte

### Altertum

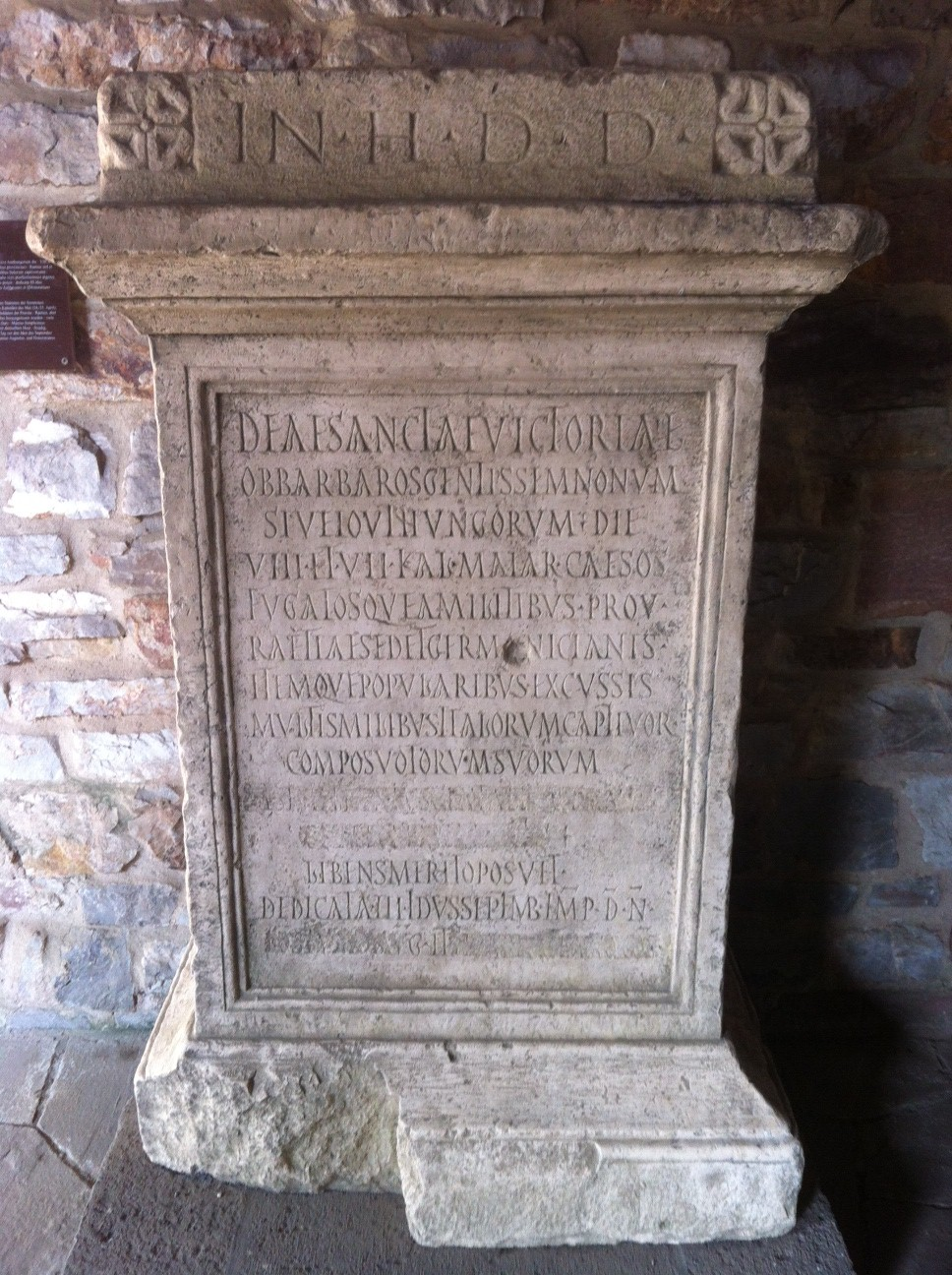
Altar aus Augusta Vindelicorum

Bereits in der frühen römischen Kaiserzeit wurde unter den Stiefsöhnen Kaiser Augustus, Drusus und Tiberius, ein Legionslager im heutigen Oberhausen errichtet, welches um 15 v. Chr. gegründet wurde und schon damals über eine kleine provisorische Befestigung verfügte. Erst 30 Jahre später entstand Augusta Vindelicorum auf einer Höhenschwelle zwischen den beiden Flüssen Wertach und Lech. Nach der Fertigstellung deren Befestigung, die fast nur aus Holzpalisaden bestand, wurde sie von Kaiser Hadrian zum Municipium erhoben. Dieses Municipium reichte südlich nur so weit wie später die Bischofsstadt, aber nördlich weiter als die Untere Stadt des Mittelalters, dessen südliches Gebiet später von der Bischofsstadt und der Unterstadt überdeckt wurde. Von der Stadtbefestigung dieser Zeit ist heute nichts mehr erhalten.

### Mittelalterliche Bedingungen
Augsburg war im Laufe seiner Geschichte wiederholt in kriegerische Auseinandersetzungen verwickelt, bereits um die Zeit des Römischen Reichs sah sich Augsburg immer wieder kleineren Angriffen ausgesetzt, weshalb sich die gut aufgerüstete Stadtbefestigung in den letzten Jahrhunderten zusehends gelohnt hatte. An die Grenzen der Augsburger Stadtbefestigung kam es, als sich die Verteidiger der Stadt 955 den herannahenden Ungarn zur Zeit der Ungarneinfälle stellen mussten. Unter der Führung von Bischof Ulrich, der für die Befestigung der Stadt mitverantwortlich war, stellten sich die Augsburger zusammen mit einem Heer von Sachsen, Schwaben, Bayern, Franken und Böhmen auf und gewannen die sogenannte Schlacht auf dem Lechfeld. Zu dieser Zeit wurde die ohnehin schon schlecht gerüstete Stadtverteidigung besonders in Mitleidenschaft gezogen, überstand aber die ständigen Angriffe der Ungarn.

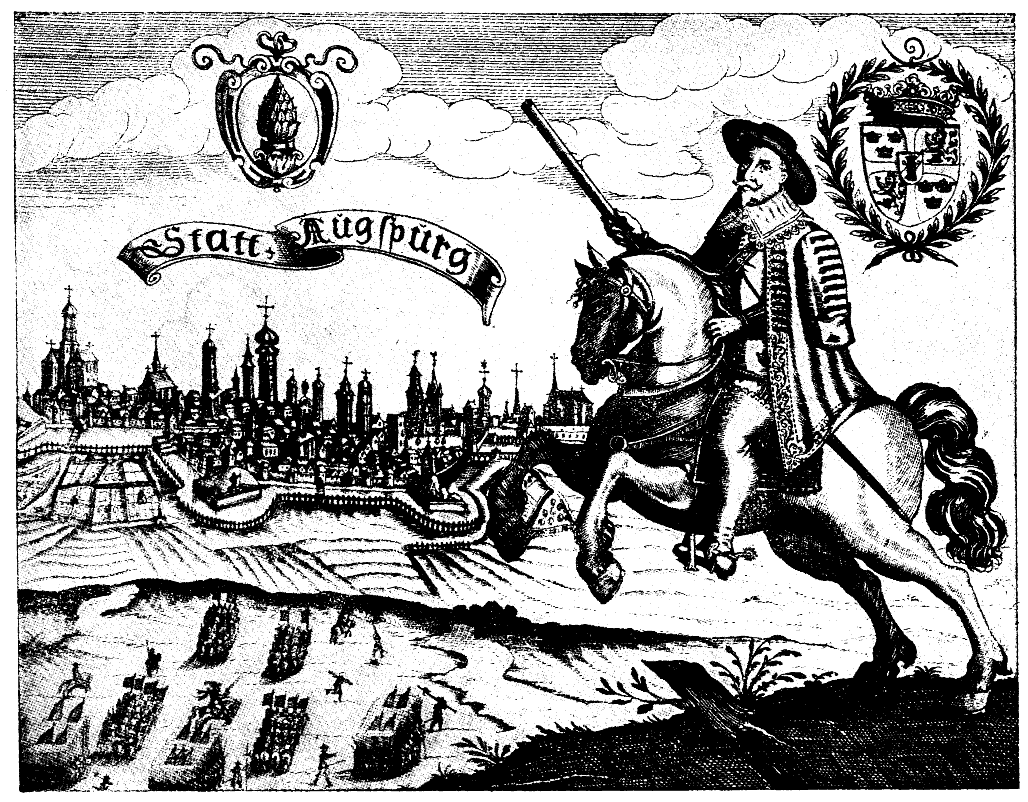
Die Schweden eroberten 1632 unter Gustav Adolf die Stadt

Auch während des Dreißigjährigen Krieges war Augsburg mehreren Angriffen ausgesetzt, war jedoch stets in der Lage, sich zu verteidigen, obgleich die Stadt oftmals chronisch unterbesetzt war. Zu einer Extremsituation kam es im Winter der Jahre 1634 und 1635, bei dem ein katholisch-bayerisches Heer versuchte, die Stadt auszuhungern, und es den ganzen Winter lang belagerte. Ziel der Belagerer war es, die Stadt von den protestantischen Schweden zurückzuerobern, die Augsburg bereits längere Zeit besetzt hielten. Dabei kam ein Großteil der Bevölkerung um und starb den Hungertod. Im selben Krieg nur zwölf Jahre später, im Jahr 1646, wurde der Stadt mit schwerem Kanonenbeschuss schlimm zugesetzt. Der "Steinerne Ma", eine Augsburger Legende, erinnert ebenso wie die Schwedenstiege, eine nach den Besatzern benannte Treppe, noch an diese Zeit. Einige Jahre darauf, im Jahr 1703, wurde Augsburg erneut Zeuge einer Belagerung, als diesmal ein französisch-bayerisches Heer im Zuge des Spanischen Erbfolgekrieges die Stadtbefestigung durch schweres Bombardement beschädigte und die Stadt schließlich im Februar 1704 einnahm. Die Franzosen sorgten in Augsburg für eine weitere Welle der Auf- bzw. Umrüstung, wobei die Bayern zuerst befahlen, weite Teile der Befestigung zu schleifen, ehe sie die zerstörten Bastionen doch noch ausbauen ließen. So wurde insbesondere das Lueginsland an der Nordostspitze der Altstadtmauer zu einer Zitadelle ausgebaut.
Auffallend war bisher, dass im Falle einer Belagerung die Stadt nie mittels Waffengewalt eingenommen wurde, sondern durch freiwillige Übergabe in die Hände des Feindes fiel. Bis hin zu den Befreiungskriegen am Anfang des 19. Jahrhunderts, als selbst Napoleon Bonaparte die Stadt besuchte, herrschte stets reges Interesse an der mittlerweile gut gerüsteten Stadt. Einen Tiefpunkt aber erlebte nicht nur die Befestigung, sondern vor allem die Stadt selbst, als viele Menschenleben und Gebäude in großer Zahl den Luftangriffen im Zweiten Weltkrieg zum Opfer fielen.

### Mittelalterliche Baugeschichte

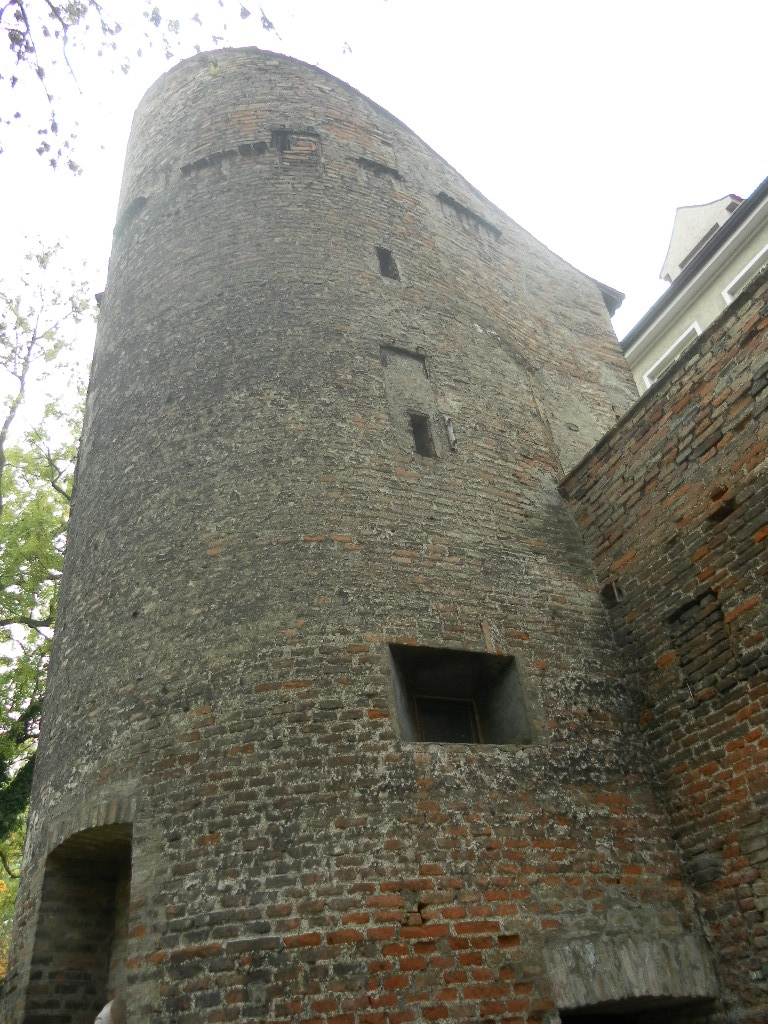
Der „Dohlenturm“ an der östlichen Mauer der Unteren Stadt

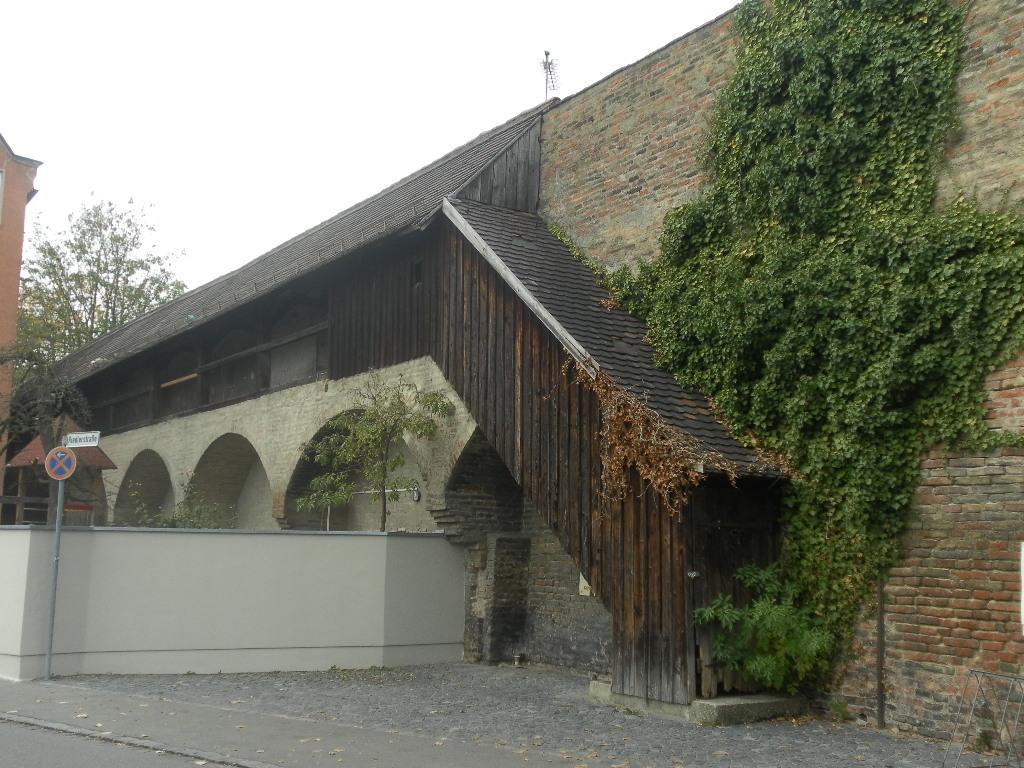
Oblatterwall im Osten der Jakobervorstadt

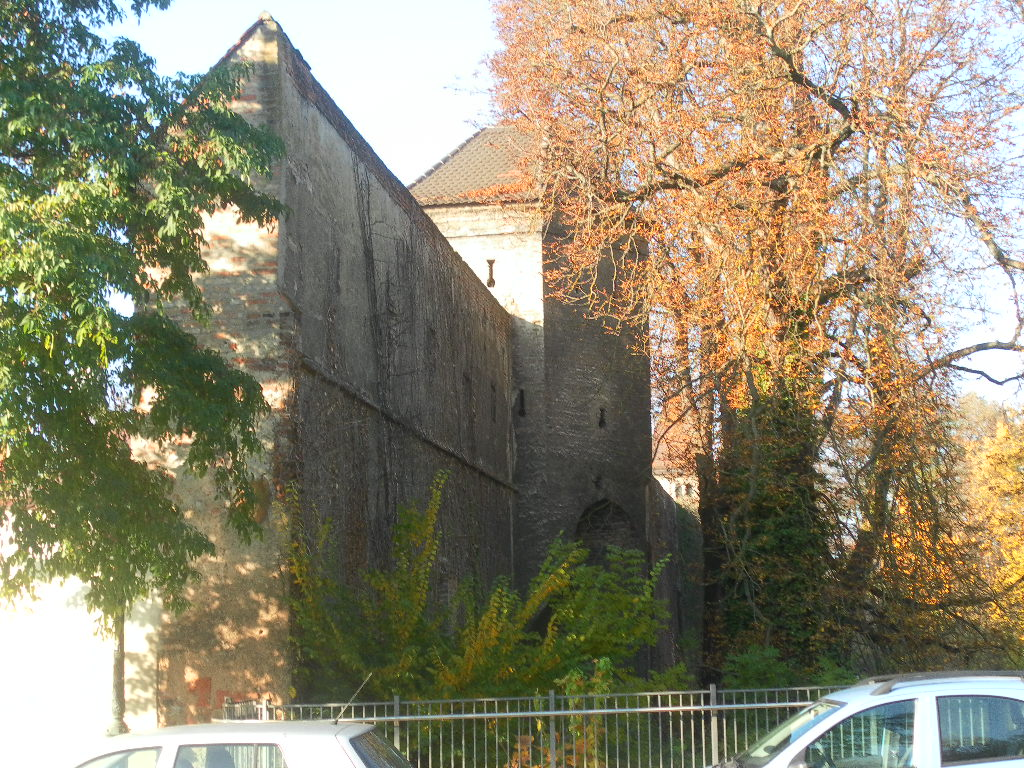
Vogelmauer und Vogeltor im Süden der Jakobervorstadt

Das reichsstädtische Befestigungssystem baute zu Beginn des 16. Jahrhunderts auf den mittelalterlichen Elementen von Mauer, Turm und Graben auf. Kennzeichnend ist der hohe, mit mehr als 100 schlanken, überwiegend rechteckigen Türmen verstärkte Mauergürtel. Augsburg war zu dieser Zeit deutlich von der im Osten angrenzenden Vorstadt durch Mauerabschnitte von der eigentlichen Kernstadt abgetrennt, dabei konnte man nur noch auf die Innen angelegten Tore zurückgreifen um in die Stadt zu gelangen. Die Trennmauer zur Jakobervorstadt blieb durch ihre Überhöhte Lage noch relativ lange in ihrer Sicherungsfunktion enthalten. Insgesamt war Augsburg zur damaligen Zeit mit 11 Außentoren ausgestattet. Alle bis auf den Alten Einlaß am Stadttheater waren als Tortürme aufgebaut. Dabei stach besonders der Beobachtungsturm am Lueginsland heraus, der der Stadt einen besonderen Akzent auftrug. Schon vorher waren in der zweiten Hälfte des 15. Jahrhunderts im Zuge des Befestigungsausbaues die Mauern zur besseren Nahverteidigung mit gedeckten Galerien versehen und um die Stadtgräben niedrige Brustmauern gezogen worden. Weiterhin wurde besonders der Mauerabschnitt zwischen dem Roten Tor und dem Judenwall durch rechteckige Türme verstärkt, wohingegen vorspringende Bollwerke und Geschützplätze fehlten. Darüber hinaus wurden an eben solchen Punkten Siedlungen, die direkt vor den Mauern der Stadt gelegen waren, abgerissen um freies Vorfeld für die Stadtverteidigungen zu gewinnen.
Die waffentechnische Weiterentwicklung floss insbesondere mit der verbesserten Geschütztechnik in die Stadtbefestigung Augsburgs mit ein. Seit der Erfindung des Schießpulvers war die Brüstung der Stadt nicht mehr aktuell. Da potentielle Angreifer bereits lange zuvor über Kanonen verfügten, musste Augsburg dringend nachrüsten. So kam es, dass durch die durchschlagskräftigen Eisenkugeln auch die Bebauung der Mauerung berücksichtigt wurde. Nürnberger Ingenieure empfahlen 1519 die Abtragung der Türme auf Mauerhöhe und das Anbauen von Bastionen an den Eckpunkten der Stadt. Diese Vorschläge sind 1538 in den neuen Bebauungsplan miteingeflossen. Die Modernisierung des Festungsgürtels nahm eine Dauer von 15 Jahren in Anspruch. So wurden z. B. in den Jahren 1541 bis 1545 insbesondere die Eckpunkte mit rundlichen hervorragenden Bastionen verstärkt. Auch die Gräben wurden einer Generalüberholung unterzogen. Trotz finanzieller Opfer, die die Reichsstadt aufbringen musste, war die Stadt noch nicht optimal geschützt. Eine weitere wichtige Umgestaltung der Stadtbefestigung erstreckte sich auf den Zeitraum zwischen 1605 und 1625, auf genau die Jahre, in denen Elias Holl, wohl bekanntester Stadtbaumeister, den Anlagen ein neues Gesicht gab. Fast sämtliche Tortürme wurden damals erneuert und dem Stil der Renaissance angeglichen, wobei Holl mehr repräsentative Ziele verfolgte und die qualitative Verteidigung vernachlässigte. So ergänzte er die Türme wieder mit hohen Aufbauten was ein Rückgriff auf überholte Formen des Festungswesens nach sich zog. Nur Jakobertor und Vogeltor blieben solche Umgestaltungen erspart.

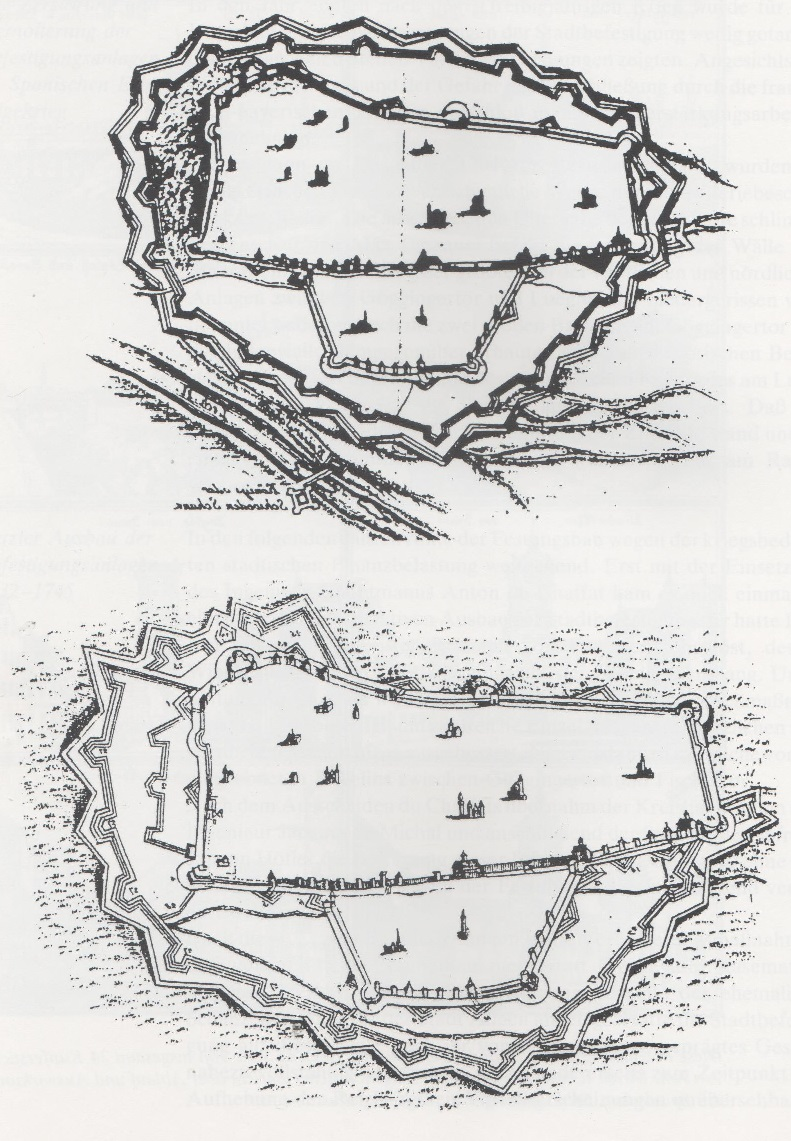
Oben: geplante Ausdehnung des Mauergürtels; unten: verwirklichter Mauergürtel

Als Augsburg von den Schweden während des Dreißigjährigen Krieges belagert und eingenommen wurde, machte sich der schwedische König Gustav Adolf ein Bild der alterlichen Stadtbefestigung. Deshalb ließ er 1632 die gesamte Anlage von Grund auf modernisieren. Er betraute einen seiner Landsmänner, den schwedischen Generalquartiermeister Isaac de Traittorens, mit dieser Aufgabe. Er war für die Planung des großen Städtebauprojekts verantwortlich und wollte einen vollständigen Festungsring nach niederländischem Muster um die Stadt bauen lassen. Dieser sollte die gesamte derzeitige Stadtbefestigung ovalförmig einschließen. Die Realisierung dieses Plans lief jedoch auf ein ganz anderes Ergebnis heraus. Die Stadt sollte ursprünglich mit einem Festungswall bestehend aus vielen Bastionen und Ravelins versehen werden, was jedoch nicht umgesetzt wurde, um Zeitaufwand zu kürzen und die Gelder zu sparen. So konzentrierte sich die erweiterte Befestigung, die zwischen 1632 und 1635 gebaut wurde, fast nur auf die östliche Seite der Stadt. Im westlichen Bereich der Stadtmauer wurden ersatzweise einzelne vorspringende Ravelins errichtet. Wegen des katastrophalen Zustands des Außenringes, der durch mehrere schwere Bombardements verursacht worden war, wurde dieser zwischen 1645 und 1648 schon wieder abgetragen und durch neue Einzelanlagen ersetzt. Das ursprüngliche Vorhaben wurde letzten Endes mit der völligen Demolierung der äußeren Schanzen beendet.
Nach dem Dreißigjährigen Krieg bestand kaum noch Bedarf danach die Stadtbefestigung auszubauen oder zu verbessern, auch ihr Unterhalt wurde vernachlässigt. Erst durch den Spanischen Erbfolgekrieg ließ man die Stadtbefestigungen wieder verstärken. Als es im Jahr 1704 zur Belagerung kam, wurden etliche Mauerabschnitte im Nordwesten schwer beschädigt. Als die Stadt dann an den Feind fiel, befahl Kurfürst Max Emanuel die Schleifung der Stadtmauer, woraufhin weite Teile des selbigen Mauerabschnitts der Niederlegung zum Opfer fiel. Die Franzosen ließen die Bastion am Lueginsland dann zur Zitadelle ausbauen und ließen einige Bauwerke umfunktionieren. Letzte Instandsetzung der städtischen Verteidigungsanlagen wurden 1734/35 von Anton du Chaffat umgesetzt. Nach letzten Bebauungen durch den Stadtgarden-Gefreiten Johann Höfler wurden die Festungsanlagen in ihrem damaligen Zustand belassen. Seitdem wurden zu keinem anderen Zeitpunkt mehr Änderungen an der Befestigung vorgenommen die selbst nun zu friedlichen Zwecken benutzt wurde.
Im Jahr 1806 wurde Augsburg bayerische Garnisonsstadt und die Festungsanlagen gingen in Staatseigentum über. Der Staat nahm trotz des schlechten Zustands keine Instandhaltungsarbeiten an den Anlagen vor. Anfang des 19. Jahrhunderts wurden Tore im Inneren der Stadt wie beispielsweise das Barfüßertor oder das Heilig Kreuzer Tor abgebrochen. Im März 1860 erfolgte die Niederlegung des Gögginger Tors auf Geheiß von König Max II. 1866 wurde der Erlass zur Entlassung Augsburgs aus der Festungseigenschaft durch König Ludwig II. ausgesprochen. Er hatte sich allerdings auch dafür ausgesprochen, bestimmte Stadttore wegen ihrer künstlerisch wertvollen Ausführung zu erhalten, wie das Vogeltor, den Fünfgratturm oder das Rote Tor. Die Stadt kaufte die Anlagen für 200.000 Gulden zurück und begann mit der Niederlegung. 1867 fielen die ersten Mauerabschnitte, das Schwibbogentor wurde ebenfalls abgebrochen. Bei manchen Toren, wie beispielsweise beim Jakobertor, regte sich bei der Bevölkerung Widerstand gegen den Abbruch, sodass diese erhalten blieben. Das Frauentor wurde allerdings trotz Widerstand nicht erhalten, da durch die beengte Durchfahrt der zu diesem Zeitpunkt bereits stark angewachsene Verkehr behindert wurde.

## Die Stadtmauer heute

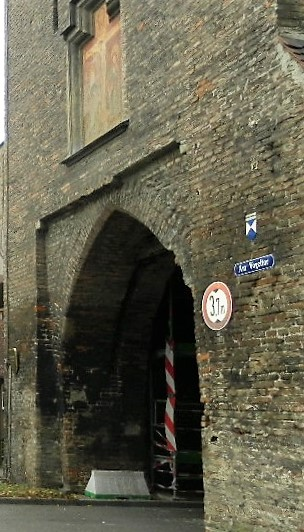
Schadstoffschäden am Vogeltor

Entwallung der Altstadt und Abtragung des Gögginger Tors

Der Großteil der historischen Stadtmauer ist weitestgehend im 19. Jahrhundert abgetragen worden. Heute gibt es an verschiedenen Punkten in Augsburg Reste der alten Stadtbefestigung. Der vollständige intakte Bereich der Stadtmauer umfasst eine Gesamtlänge von bis zu vier Kilometern, die vom äußersten Norden bis zur Südspitze der Augsburger Altstadt führt. Auch im Alltag Augsburgs findet man Zusammenhänge mit der Befestigung. So sind zum Beispiel viele Straßennamen nach den alten Begrenzungen benannt. So finden sich Begriffe wie Oberer Graben, Unterer Graben, Schleifgraben, Vogelmauer, Jakoberwallstraße, Oblatterwallstraße, Schwedenweg oder Stephingergraben heute noch und benennen die frühmittelalterlichen Mauern und Burggräben, die um die Stadt herum gebildet waren. Vor allem aber dürften die heute noch existierenden Stadttore in Erinnerung bleiben, wie z. B. das Jakobertor, das heute inmitten einer riesigen Fahrbahn gelegen ist, ebenso wie das Vogeltor. Interessanterweise wurden weite Teile der Stadtmauer statt einer Niederlegung einfach in die neu gebauten Häuser eingearbeitet. Deswegen finden sich besonders einige Türme in den Gassen und an den Rändern der Altstadt, die inmitten von Wohnblöcken oder an öffentlichen Gebäuden über der Stadt herausragen (Fotobeispiele bei der historischen Einteilung der Mauer im Abschnitt Übersicht). Jedoch setzen Witterungsverhältnisse und Luftverschmutzung der Bausubstanz von Mauer und Türmen zu. Seit Anfang des 21. Jahrhunderts wurden bestimmte Abschnitte zeitweise als einsturzgefährdet eingestuft. Schilder wie „Herabfallende Steine, Betreten auf eigene Gefahr“ wiesen auf den schlechten Zustand dieses Augsburger Kulturgutes hin. Besonders starke Schäden durch Schadstoffbelastung zeigen das Vogeltor und das Jakobertor, die an Straßen mit starkem Kraftfahrzeugverkehr stehen. Seit geraumer Zeit werden einige Teile der Stadtmauer wieder instand gesetzt und damit für die Zukunft erhalten. 2012 gründete sich der Augsburger Stadtmauerverein, um durch Lobbyarbeit und Spenden für die Erhaltung der Stadtmauer zu sorgen. Auch andere Institutionen tragen mit Spenden zur Finanzierung der Stadtmauer bei.

### Lueginsland

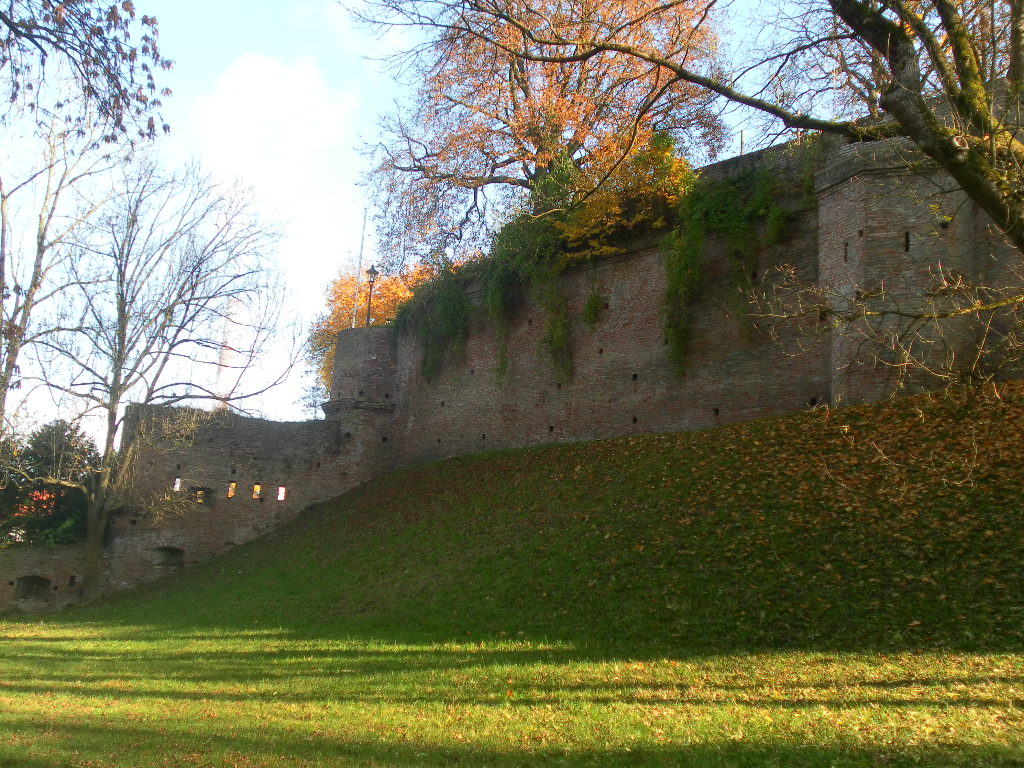
Typisches Beispiel einer Augsburger Bastion. Das Lueginsland

Das Lueginsland ist neben der Roten-Torwallanlage die wohl am besten erhaltene Bastion der Stadt. Im Mittelalter war sie am häufigsten Belagerungen ausgesetzt, da sie strategisch von Bedeutung war. Über Jahrhunderte hinweg wurde sie mehrfach schwer demoliert. Nach Jahren der Umgestaltung wurde die Bastion nicht abgetragen, sondern blieb erhalten und wurde Anfang des 20. Jahrhunderts sogar einer umfangreichen Sanierungsaktion unterzogen, wobei aus der einst kriegerischen Bastion ein kleines Naherholungsgebiet geschaffen wurde. Der Name der Bastion leitet sich aus den süddeutschen Dialekten ab: "Lueg ins Land" ist gleichzusetzen mit "Schau ins Land". Diesen Namen bekam das Bollwerk wohl wegen der exponierten Lage auf dem höchsten Punkt der Augsburger Hochterrasse. Auch deshalb ließ Kaiser Sigismund von Luxemburg im Jahr 1450 einen acht-stöckigen Beobachtungsturm bauen, der für damalige Verhältnisse übergroß war und der Stadt insgesamt 6000 Gulden kostete. An der Stelle dieses Turms befindet sich heute ein Biergarten. Doch wie vielen anderen der Reste der alten Stadtmauer erging es auch dem Lueginsland bis vor weilen nicht gut, als gleich mehrere Mauerabschnitte einzustürzen drohten. Diese wurden vorläufig mit mehreren provisorischen Holzbalken abgestützt und die kleinen Wege sowie die Straße unterhalb des Mauerabschnitts gesperrt. Seit neustem jedoch wird wieder an der Instandsetzung der Anlage gearbeitet.

### Schwedenstiege

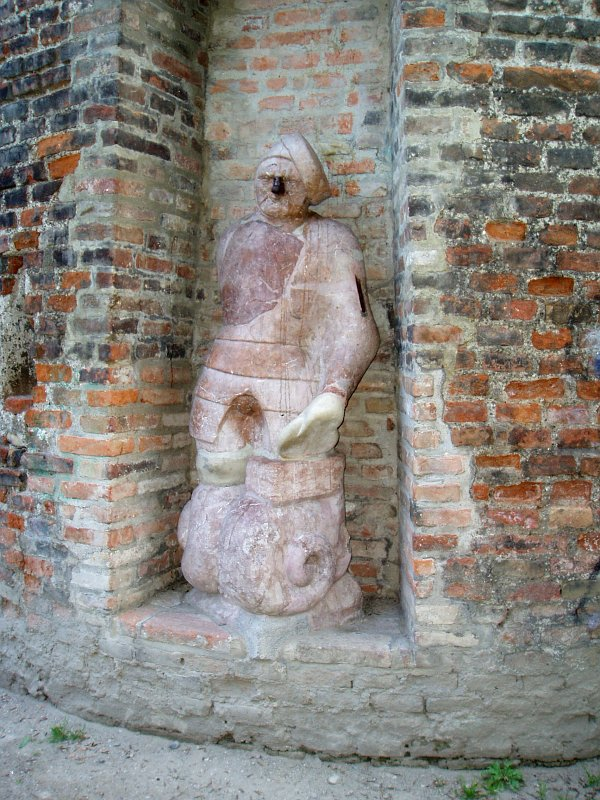
Der Stoinerne Ma ist eine Augsburger Legende

Die 71-stufige Schwedenstiege liegt auf Höhe des Oblatterwalls, an deren Stelle sich Kernstadt und Jakobervorstadt treffen. Sie überquert dort den unteren Graben und unterhält auf dem höchsten Punkt mehrere Wehrtürme, die Schwedenmauer sowie den Steinerne Ma. Nachdem die Schweden im Jahr 1632 die Stadt durch eine friedliche Übergabe eingenommen hatten, ließen sie eine Treppe über den Stadtgraben bauen, um eine bessere Verbindung zur Jakobervorstadt und deren Ringmauern zu schaffen. 1954 ergänzte man die Treppe mit einer senkrechten etwa 80 Zentimeter hohen Stützmauer, um die Treppe weitläufig zu unterfangen. Die Ziegel wurden von dem im Zweiten Weltkrieg zerstörten Hotelgebäude "Drei Mohren" verwendet. Bekannt ist die Schwedenstiege größtenteils für den Unterhalt des Steinernen Maas, einer Steinfigur zu Ehren eines städtischen Helden, der einer Legende zufolge während einer Belagerung den Feind mit einer List verwirrte. Heute ist die Schwedenstiege leider an vielen Stellen mit Graffiti übersprüht.

### Oblatterwall
Der Oblatterwall ist der Teil der Mauer, der von der Schwedenstiege abwärts Richtung Osten liegt. Er bildet die Nordgrenze der Jakobervorstadt. Am bekanntesten dürfte er dafür sein, dass an ihm die Augsburger Kahnfahrt gelegen ist, ein traditionelles Restaurant mit Biergarten und Bootsvermietung. Hier kann man seit mehr als Hundert Jahren einen Abschnitt des Äußeren Stadtgrabens mit Booten befahren. 
Außerdem befindet sich hier der romantische Fünfgratturm, der im Augsburger Volksmund auch Fünffingerlesturm genannt wird. Die Stadtmauer wurde jedoch in diesem Abschnitt bereits im 19. Jahrhundert abgetragen, um den beengenden Befestigungsring zum Stadtpark umzugestalten.

### Roter Torwall
Der Rote Torwall hat seinem Namen vom Roten Tor, das nach seinem charakteristischen roten Anstrich benannt ist. Der Rote Torwall ist heute die noch am größten erhaltene Festungsanlage der Stadt und bildet die äußerste Südspitze der Augsburger Altstadt. Bei dieser Bastion ist noch die Brücke über den Stadtgraben erhalten. Sie ist zweigeschossig. Die untere Ebene ist das Aquädukt am Roten Tor, über das Brauch- und Trinkwasser in die Stadt geleitet wurde. Seit der Erfindung des Schießpulvers wurde das Bollwerk um das Rote Tor stark ausgebaut und mit einem Graben versehen, um gegen Feinde gerüstet zu sein. Heute beheimatet die Anlage die stadtbekannte Freilichtbühne, einen großen Kräutergarten und einige der alten Augsburger Wassertürme. Im Gegensatz zu vielen anderen Bereichen der Altstadt wurde im Gebiet um den Roten Torwall der Wall ausschließlich im Westen entfernt, im Osten ist es in seinem damaligen Zustand erhalten. Der Verfall der Stadtmauer betrifft bisher auch einige Teile der Bastion, jedoch im Wesentlichen nicht so sehr wie andere Bereiche.
Der Augsburger Kräutergarten, auch Kräutergarten am Roten Tor, der im umgestalteten Stadtgraben der Rote-Torwall-Anlagen und dort auf der Fläche des ehemaligen Gemüsegartens des angrenzenden Heilig-Geist-Spitals angelegt wurde, zeigt unter anderem Würz- und Teekräuter. Das „Augsburger Kräutergärtlein“ wurde von der Stadt Augsburg Anfang der 1980er Jahre anlässlich der Landesgartenschau Augsburg 1985 nach dem Vorbild mittelalterlicher Klostergärten geschaffen und 1983 eingeweiht. Am Rande der mit Buchsbaum eingefassten Kräuterbeete steht eine 3,25 Meter hohe, weiße „Geschichtssäule“, die mit einem spiralförmig umlaufenden Band die mehr als 2000-jährige Geschichte der Stadt als Relief darstellt.

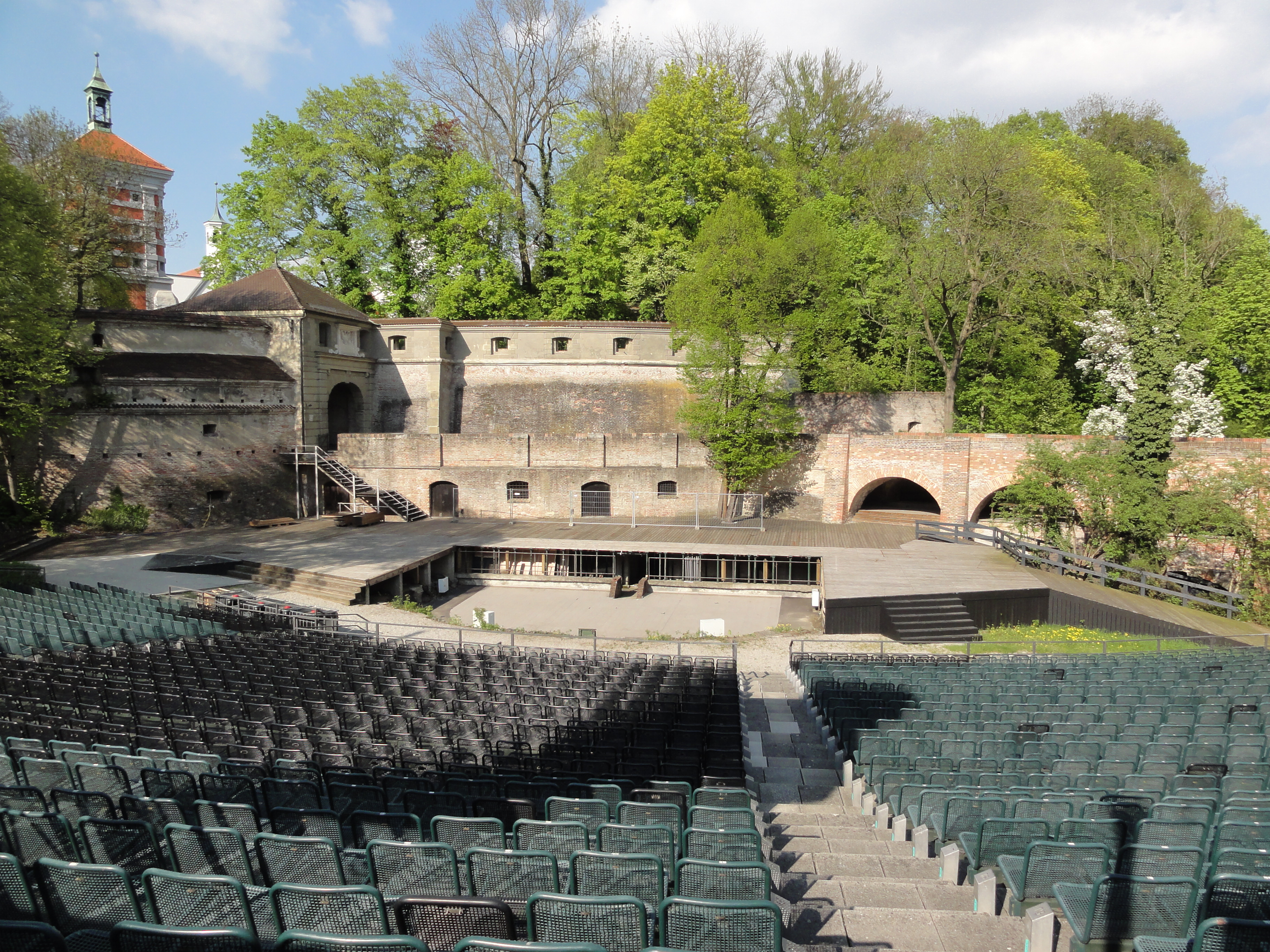
Rotes Tor mit Außentor, Bastion und Brücke von der Freilichtbühne aus gesehen
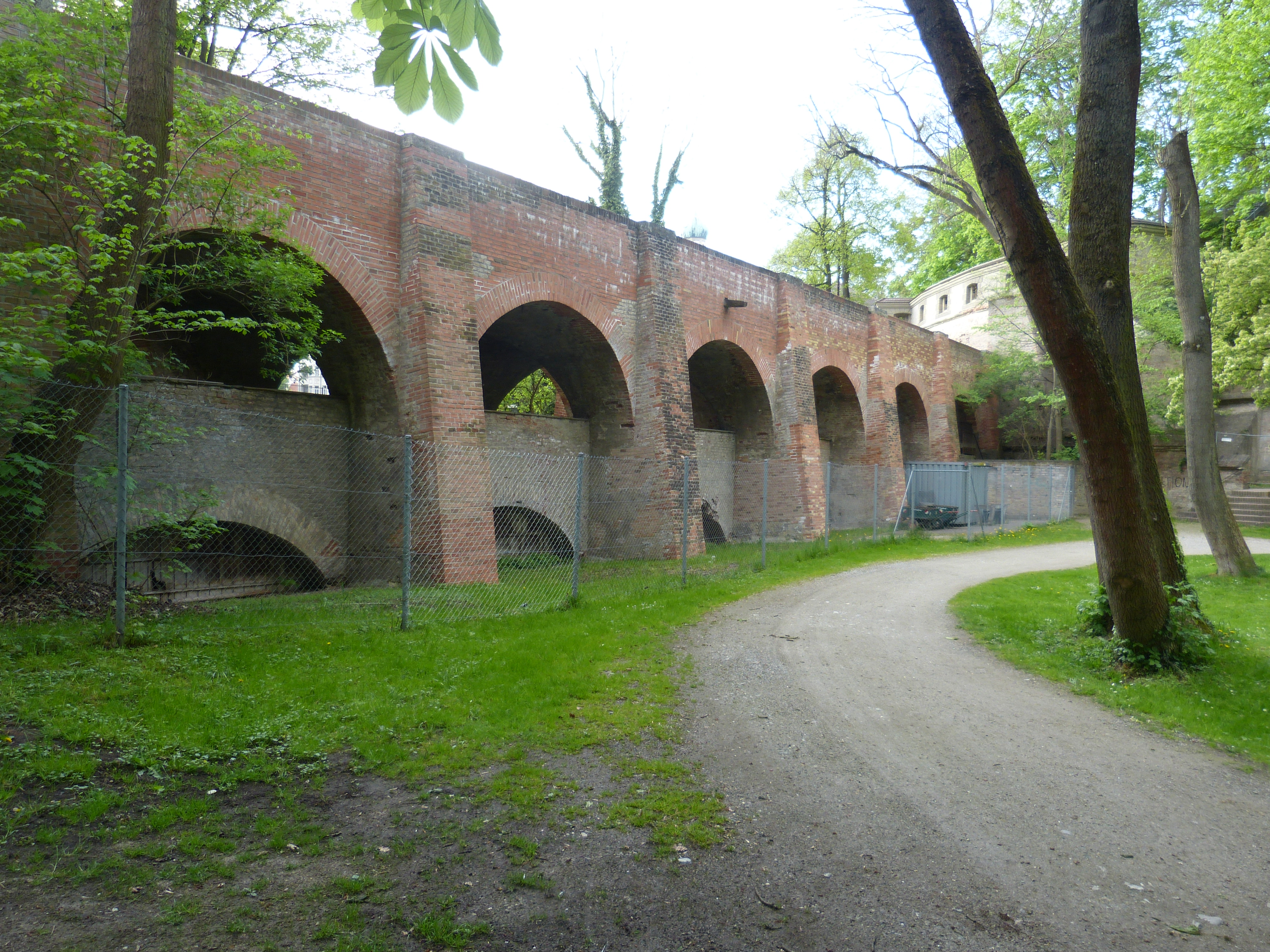
Brücke (oben) und Aquädukt (unten) vor der Rotetorbastion
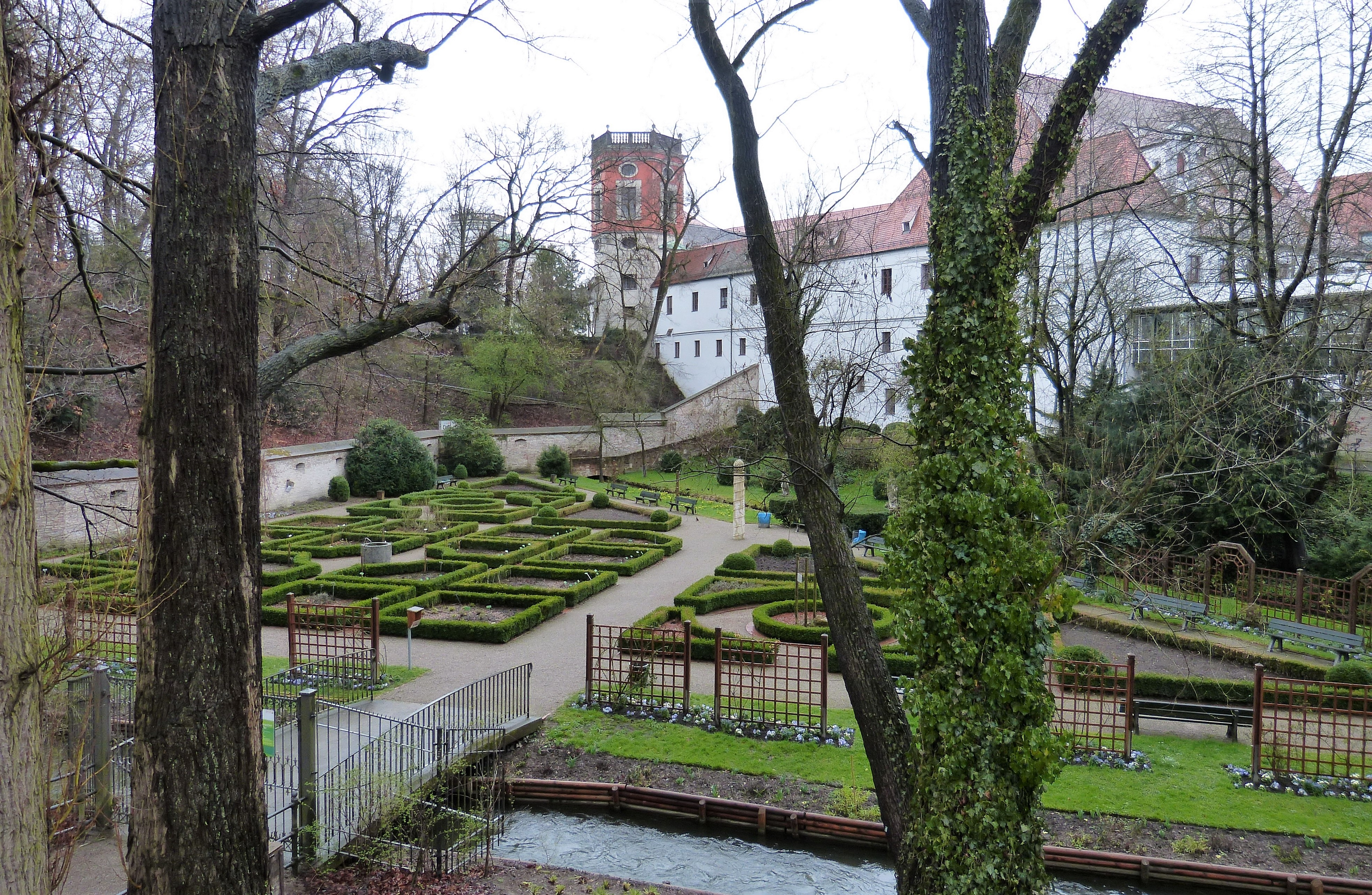
Der Kräutergarten unterhalb des Heilig-Geist-Spitals, hinten der Kastenturm
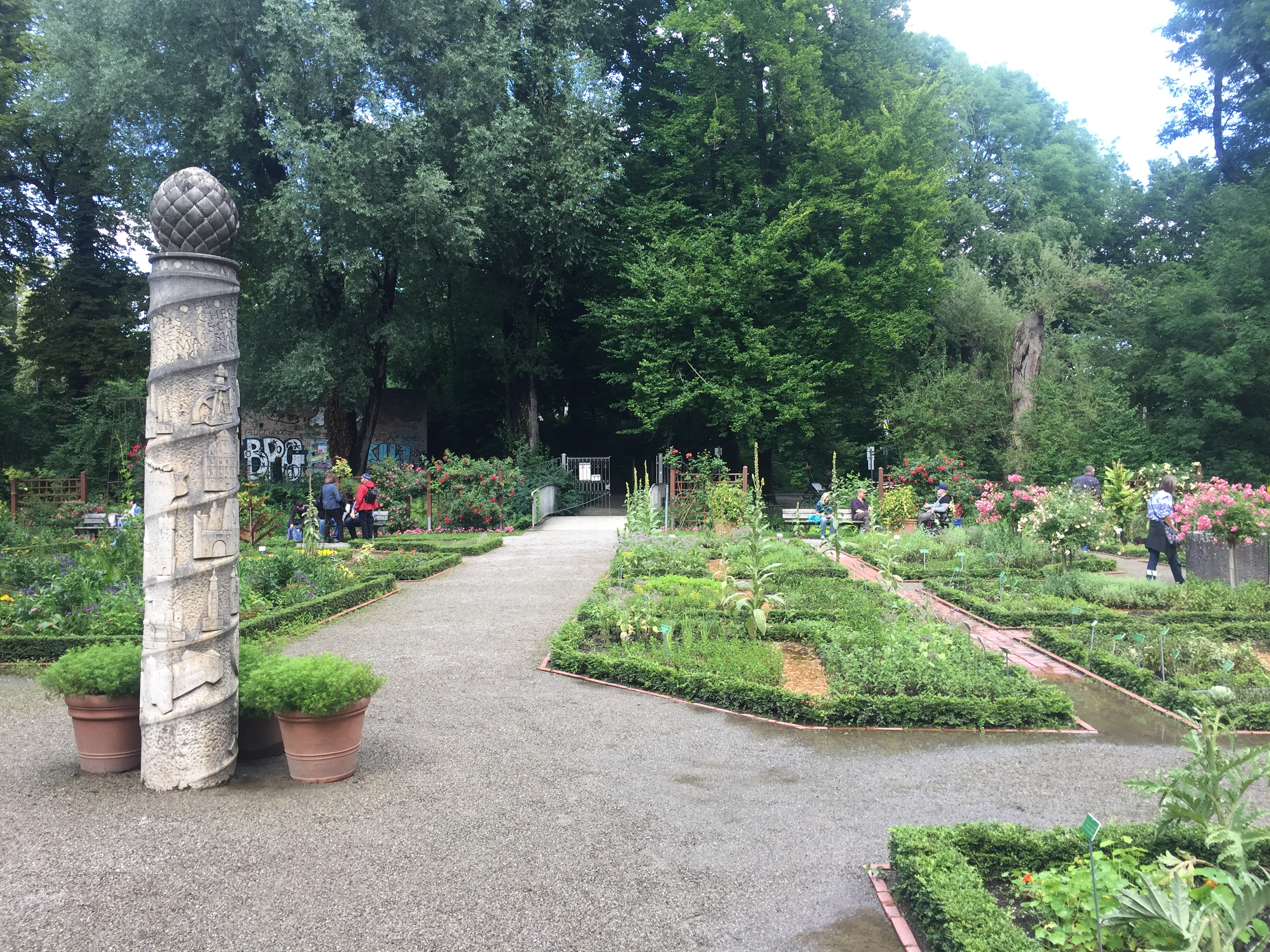
Die „Geschichtssäule“ im Kräutergarten

## Topografie
Bei der Bischofsstadt trugen steile Hänge am östlichen und teilweise am südlichen Rand zur natürlichen Sicherung bei.
Bei der Oberen Stadt nützten die natürlichen Bedingungen kaum: Im Westen und Süden lag das Vorland genauso hoch wie die Stadt, und im Osten bezog man einen Teil der Niederterrasse mit ein, sodass die Mauer teilweise vor dem Fuß des Abhangs stand.
Eine Ausnutzung natürlicher Steilhänge ist an der Ostseite der Unteren Stadt zu erkennen, etwa am Schwedenweg und bei der Galluskapelle.

## Reichsstadt-Tore
| Name               | Bauzeit      | Abbruch |
| ------------------ | ------------ | ------- |
| Rotes Tor          | ca. 1187     | −       |
| Halltor            | 1807         | 1878    |
| Gögginger Tor      | ca. 1180     | 1860    |
| Alter Einlaß       | 1514         | 1868    |
| Klinkertor         | 1358         | 1874    |
| Wertachbrucker Tor | 1370         | −       |
| Fischertor         | 1328         | −       |
| Stephingertor      | 1304         | 1869    |
| Oblattertor        | 1449         | 1867    |
| Jakobertor         | 1249         | −       |
| Vogeltor           | 1445         | −       |
| Schwibbogentor     | 1306         | 1867    |
| Heilig Kreuzer Tor | ca. 11. Jhd. | 1807    |
| Frauentor          | 1143         | 1885    |
| Barfüßertor        | ca. 11. Jhd. | 1826    |

## Pforten
Neben den großen Reichsstadttoren gab es noch folgende kleine Nebentore bzw. Pforten, deren Bedeutung geringer war:
- Bleichertörle (auch Neibad- oder Walktörle) bei den Sieben Kindeln
- Knäpplinsthörlein
- Südtor (Schwalbenecktor)

## Bastionen
- Roter Torwall
- Jakoberwall
- Oblatterwall
- Lueginsland